# 2019冠狀病毒病國際郵輪疫情
2019冠狀病毒病國際郵輪疫情，是在2020年2019冠狀病毒病疫情中，在國際郵輪上爆發的具體情形。此疾病蔓延到了許多郵輪上，郵輪屬於擁擠、半封閉區域的性質，導致感染疾病的風險較高，並迅速蔓延。在英國註冊的鑽石公主號是第一艘船上發生重大疫情的遊輪，該船從2020年2月4日起在日本橫濱被隔離大約一個月。超過700人被感染，有12人死亡。當時，該船佔中國境外報告的COVID-19病例的一半以上。各國政府和港口皆採取應變措施，禁止許多遊輪停靠、並建議人們避免搭乘遊輪旅行，許多郵輪公司暫停運營以減緩大流行的蔓延。截至2020年4月24日，已有30多艘遊輪確認船上有冠狀病毒陽性病例，其中一艘遊輪阿爾塔尼亞仍在海上，船上載有乘客。其中有8位計劃於5月31日左右在德國不來梅港下船。
2020年11月6日，世界梦号率先復航。

## 有確診病例（包括離船後確診）的郵輪

### 鑽石公主號

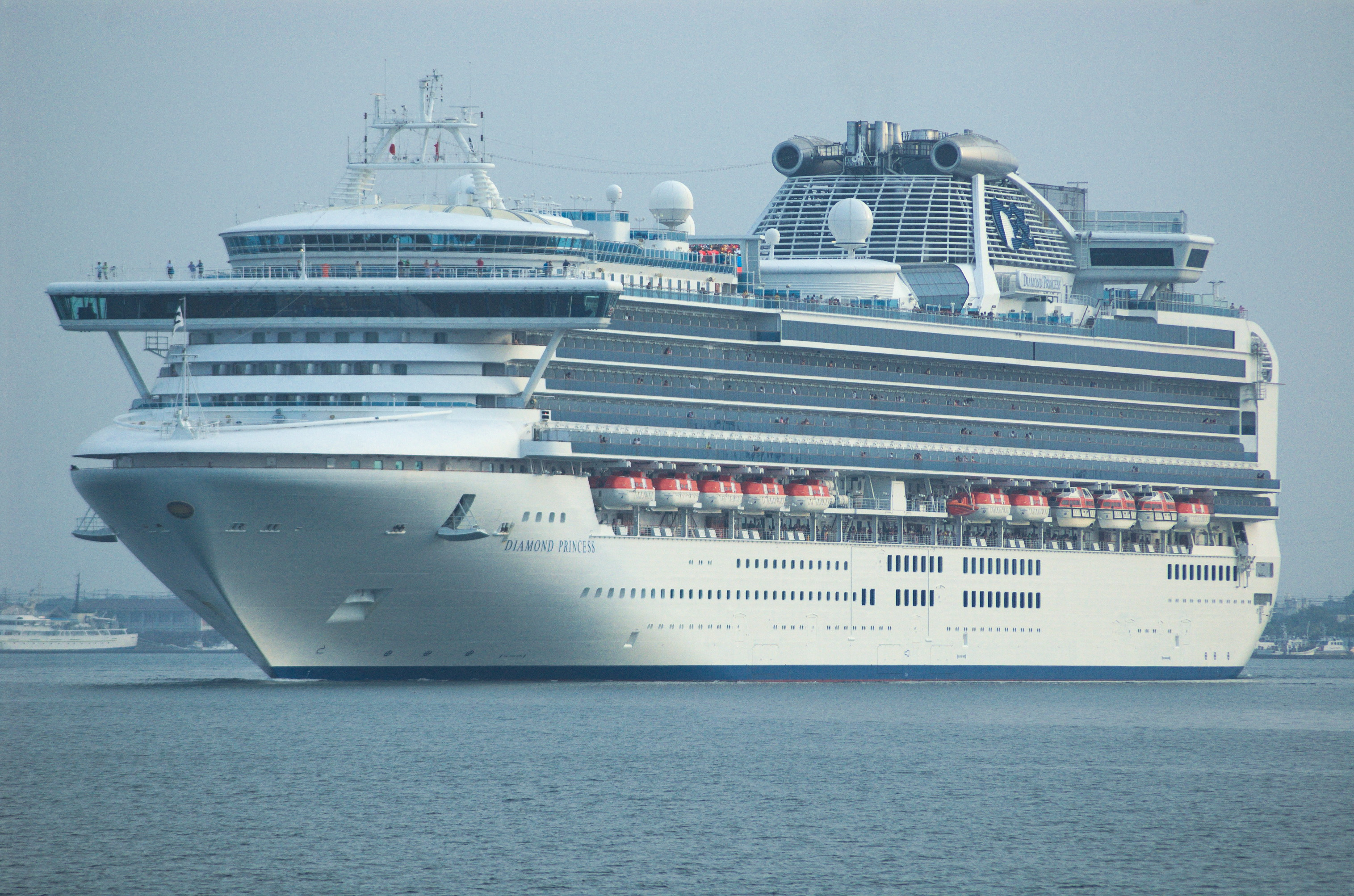
鑽石公主號

鑽石公主號是公主郵輪旗下的一艘郵輪，排水量115,875噸，可載2,670名乘客及1,100名船員。2014年起，船籍為英國。鑽石公主號的疫情發生在2020年2月，截至3月15日，已經有712人確診嚴重急性呼吸道症候群冠狀病毒2型，平均每5位就有1位確診。

#### 郵輪航程
| 日期    | 郵輪靠岸地點 | 備註                                |
| ------- | ------------ | ----------------------------------- |
| 1月20日 | 日本橫濱市   | 2名乘客開始發病 。 香港80歲老翁登船 |
| 1月22日 | 日本鹿兒島市 |                                     |
| 1月25日 | 香港         | 香港80歲老翁離船                    |
| 1月27日 | 越南峴港市   |                                     |
| 1月28日 | 越南下龍灣   |                                     |
| 1月31日 | 臺灣基隆市   |                                     |
| 2月1日  | 日本那霸市   | 香港80歲老翁在香港確診              |
| 2月4日  | 日本橫濱市   |                                     |

#### 確診人數

##### 船上確診病例
| 日期    | 新增確診患者                                                                                                | 新增 | 累計確診 | 累計檢測總量 | 累計確診 /檢測總量 |
| ------- | --- | ---- | -------- | ------------ | ------------------ |
| 2月3日  | 3名日本人、3名香港人、2名澳洲人、1名美國人、1名菲律賓人                                                     | 10   | 10       | 31           | 32.3%              |
| 2月6日  | 4名日本人、2名美國人、2名加拿大人、1名紐西蘭人、1名台灣人                                                   | 10   | 20       | 102          | 19.6%              |
| 2月7日  | 21名日本人、8名美國人、5名澳洲人、5名加拿大人、1名英國人、1名阿根廷人                                       | 41   | 61       | 273          | 22.3%              |
| 2月8日  | 2名美國人、1名中國大陸人                                                                                    | 3    | 64       | 279          | 22.9%              |
| 2月9日  | 4名菲律賓人、1名烏克蘭人、1名美國人                                                                         | 6    | 70       | 336          | 20.8%              |
| 2月10日 | 45名日本人、11名美國人、4名澳洲人、3名菲律賓人、1名加拿大人、1名烏克蘭人                                    | 65   | 135      | 439          | 30.8%              |
| 2月12日 | 10名日本人、7名美國人、4名中國大陸人、4名澳洲人、4名菲律賓人、2名加拿大人、2名英國人等12國39人              | 39   | 174      | 492          | 35.4%              |
| 2月13日 | 29名日本人、15名非日本人                                                                                    | 44   | 218      | 713          | 30.6%              |
| 2月15日 | 32名日本人，10名美国人，9名加拿大人，9名中国大陸人，3名以色列人，1名英国人，1名台湾人，1名智利人，1名法国人 | 67   | 285      | 930          | 30.6%              |
| 2月16日 | | 70   | 355      | 1219         | 29.1%              |
| 2月17日 | 45名日本人、54名非日本人                                                                                    | 99   | 454      | 1723         | 26.3%              |
| 2月18日 | | 88   | 542      | 2404         | 22.5%              |
| 2月19日 | | 79   | 621      | 3011         | 20.6%              |
| 2月20日 | | 13   | 634      | 3063         | 20.7%              |
| 3月11日 | （厚生勞動省3月13日公佈數字）                                                                               | 63   | 697      | 3711         | 18.8%              |
| 3月15日 | （厚生勞動省3月15日公佈數字）                                                                               | 15   | 712      | 3711         | 19.2%              |

##### 下船/返國確診的情況
| 国家及地區 | 確診日期                       | 總數 |
| ---------- | ------------------------------ | ---- |
| 美国       | 14（2月17日）+ 4+18（2月24日） | 36   |
| 以色列     | 1（2月21日）+ 1（2月24日）     | 2    |
|            | 2（2月21日）+ 5（2月22日）     | 7    |
| 日本       | 1（2月22日）                   | 1    |
| 香港       | 1（2月23日）+ 4（2月24日）     | 7    |
| 英国       | 4（2月23日）                   | 4    |
| 臺灣       | 1（3月1日）                    | 1    |

| 國家及地區 | 人數 |
| ---------- | ---- |
| 日本       | 270  |
| 美国       | 88   |
| 加拿大     | 51   |
|            | 49   |
| 阿根廷     | 2    |
| 英国       | 8    |
| 菲律賓     | 54   |
| 乌克兰     | 2    |
| 香港       | 30   |
| 臺灣       | 6    |
| 新西兰     | 3    |
| 中国大陆   | 28   |
| 印度       | 11   |
| 葡萄牙     | 1    |
| 泰國       | 3    |
| 北馬其頓   | 1    |
| 羅馬尼亞   | 2    |
| 法國       | 3    |
| 德国       | 2    |
|            | 1    |
| 以色列     | 4    |
| 智利       | 1    |
| 義大利     | 2    |
| 印度尼西亞 | 4    |
| 哥伦比亚   | 1    |
| 俄羅斯     | 3    |
| 马来西亚   | 2    |
| 斯洛維尼亞 | 2    |

##### 累計確診個案走勢圖
圖中數字未包括離船後才確診的個案。
年齡及性別分佈圖
截至2月10日，確診694人中301男，319女。

#### 乘客及船員
郵輪上有2508名遊客（包括1285名日本人、470名香港人、425名美國人、215名加拿大人、40名英國人、25名俄羅斯人、20名台灣人、15名以色列人和13名紐西蘭人等）及1063名工作人員。
著名乘客
- 陶傑：香港知名媒體工作者及華文作家，1月20日在橫濱上船，1月25日在香港下船離開，之後自我隔離14天。[40][41]
- 張寶華：香港傳媒公司行政總裁、著名前記者及主持人，以曾訪問江澤民及被其喝斥而知名。1月20日在橫濱上船，1月25日在香港下船離開。[40]
- 黎芷珊：香港女藝人，1月20日在橫濱上船，1月25日在香港下船離開。[40]
- 陳日昇：台灣職業魔術師。[42]在郵輪困守十多天後，於2月21日返回台接受14天隔離，25日他在臉書透明隔離生活點滴，表示或許是因為壓力過大，開始有「感染妄想症」。[43]
- 楊和生：香港選舉委員會資訊科技界選委，1月25日與妻子在香港上船[44]。2月22日坐香港政府的包機回港，入住駿洋邨接受隔離，他投訴在駿洋邨生活的質素和待遇欠佳，遠不及豪華郵輪[45]。例如有時外賣送來的飯盒不夠熱，亦有一次晚餐只能吃杯麵。而且民安隊人員派送膳食時的態度與郵輪的服務質素大相逕庭[46]。還有，在駿洋邨的娛樂設施不足，不及在豪華郵輪上有大量電影供打發時間[47][48]。
- 森美的父母：他們的兒子森美（梁志健）為香港藝人。检查結果為陰性，於2月22日乘包機返港接受隔離[49][50]。

#### 事件經過
一名香港老翁曾被指是船上第一位感染者。2020年1月10日，一名80歲的香港老翁到中国大陆深圳市停留数小时后回港，1月17日乘搭香港航空HX608航班到日本東京旅遊。他1月20日在橫濱港登上豪華郵輪「鑽石公主號」回香港，1月23日下午3時左右，他在船上浸泡過按摩浴池，然後再焗桑拿半小時，有指可能是船內大流行的原因之一。1月25日他在香港啟德郵輪碼頭上岸，1月30日開始發燒並入住香港明愛醫院，2月1日成為第一位有被確診的新型冠状病毒肺炎的乘客。香港衞生署估計他的發病日期是1月23日。日本當局隨後公布香港老翁未必是船上第一名受感染者。 。
1月31日，鑽石公主號在台灣基隆港靠岸，乘客下船在台北、新北、基隆市內數十景點遊覽，包括台北市的陽明山竹子湖、故宮博物館、101大樓、忠孝敦化、忠孝復興、永康商圈、南門市場、中正紀念堂、自由廣場、中山堂、西門町、龍山寺、西昌街青草巷、圓山大飯店、大直忠烈祠、台北市孔廟、台北市保安宮、迪化街、台北車站等。新北市的十分寮、十分老街、瑞芳南雅奇岩、九份老街、野柳、萬里區龜吼等。基隆市的基隆港、調和街、碧砂漁港、和平島、正濱漁港、白米甕炮台、外木山、中正公園、基隆文化中心、基隆廟口、基隆市仙洞等。中華民國政府針對這些景點進行消毒。並且於2月7號同時發布國家級警訊，說明如果以下在早上6點到晚上5點有去以上景點，則需自主隔离14天。
2月3日晚上，鑽石公主號在日本橫濱港大黑埠頭靠岸，厚生勞動省登船，為120名有發燒或咳嗽的人，及153名與該港男有接觸的乘客進行採驗。早間，厚生勞動省表示，已有31人出結果，當中10人確診，3名日本人，3名香港人，2名澳洲人，1名美國人，1名菲律賓人。這是日本政府首次確認有聚集感染。
2月4日，部分乘客在停泊期間檢測有病毒陽性反應，該船和所有船上遊客被日本厚生勞動省在横滨港隔離檢疫14天。臺灣港務股份有限公司基隆港務分公司表示鑽石公主號1月31日停靠基隆港時，船上2694人曾入境臺灣，行程包括台北101、龍山寺、國立故宮博物院、九份等景點，遊客也可能自主到其他地方旅遊。
2月6日，日本官方公布，停靠日本橫濱港的「鑽石公主號」渡輪再出現10例確診病例，使得船上罹患新型冠状病毒肺炎患者的總數達20人。政府表示，要檢測的273人中，已有102人出結果。新增10人中，日本人4人，美國人2人，加拿大人2人，紐西蘭人1人，台灣人1人。
同日，臺灣新北市市長侯友宜表示，先行針對旅客有可能曾經到過的觀光景點進行全面消毒，只要是旅行團可能接觸過的消費場所、餐廳、觀光景點，都要全部再消毒一次。台北市副市長黃珊珊則表示，地點若未確定而進行全面消毒會造群眾恐慌。
2月7日，台灣中央流行疫情指揮中心表示，將透過災防告警細胞廣播訊息系統公布鑽石公主號旅客的旅遊史、曾經出入的時間與地點給臺北都會區居民，並表示一旦有符合應立即居家檢疫。台灣中央流行疫情指揮中心執行官陳時中表示，郵輪當時停靠基隆港的時候沒有確診個案，因此防疫系統沒有啟動。台灣港務公司則表示，當日下船防疫工作即依當時的防疫規定辦理，並表示疾管署與移民署積極洽詢船公司與日方瞭解搭乘「鑽石公主號」於日本確診旅客中。
2月7日，日本官方表示停靠在日本橫濱港外的鑽石公主號郵輪再新增41宗確診新型冠状病毒肺炎病例，其中包括21位日本籍、8位美國籍、5名澳洲籍、5名加拿大籍、1名英國籍、1名阿根廷籍，至此被列為檢測對象的273人已全部檢測完畢，船上新型冠状病毒肺炎患者累計達61例。日本厚生勞動相加藤勝信指出，由於郵輪上的確診人員確診時尚未登陸日本，按世界衛生組織的規範，將不計入國內感染人數。
2月8日，日本厚生勞動省宣佈郵輪再多3人確診感染新型肺炎，2人屬美國籍、1人屬中華人民共和國籍，累計有64人確診。
2月9日，再多6人確診受感染新型冠状病毒肺炎，累計增至70人，另外有逾百人感到身體不適。新增6人年齡介乎20多至70多歲，包括4名菲律賓人、1名烏克蘭人、1名美國人。晚間，台灣中央流行疫情指揮中心表示，鑽石公主號1月31日在基隆港停靠後，曾接觸過船上旅客的領隊、司機、導遊以及相關店家或飯店等密切接觸者共計約280位，已進行後續追蹤調查。
2月10日，厚生勞動省公布，鑽石公主號新增65人確診，郵輪檢查了439人，累計135人感染新型肺炎。郵輪公司公布，新增患者包括45名日本人，11名美國人，4名澳洲人，3名菲律賓人，1名加拿大人，1名烏克蘭人。
2月12日，根據厚生勞動省，鑽石公主號新增39人確診，累計174人。新增患者包括10名日本人、7名美國人、4名中國大陸人、4名澳洲人、4名菲律賓人、2名加拿大人、2名英國人等12國國民，其中有10多歲的外國女生，是日本首次確認有青少年感染。此前確診的乘客中有4名60多至70多歲的男性重症，其中3人是日本人，2人已送入，2人要用儀器輔助呼吸。此外，1名曾在船上檢疫的檢疫人員亦確診感染。
2月13日，厚生勞動省公布，鑽石公主號新增44人確診，累計218人。新增患者包括29名日本人及15名外國人。新增患者當中43人是乘客，另1名為船員。船上已有713人接受檢測。
2月15日，厚生勞動省公布，鑽石公主號新增67人確診，累計285人。新增中38人是無症狀感染者，令船上確診的無症狀感染者增至73人。船上已有930人接受檢測。
2月16日，厚生勞動相加藤勝信公布，鑽石公主號新增70人確診，船上至今累計共355人染病。當中38人無病徵，全部人已被送往醫院隔離。
2月18日，厚生勞動省公布，鑽石公主號新增88人確診，累計542人。
2月19日，厚生勞動省公布，鑽石公主號新增79人確診，累計621人。
2月20日，據政府官員稱，早前在遊輪上確認感染新的冠狀病毒的乘客中，有兩人死亡，分別是80多歲的男子和婦女。同日，新增13人確診，累計634人，其中無症狀感染者328人，船上已檢查3063人。
2月23日，厚生勞動省公布，鑽石公主號第三名的死者為80多歲男子感染2019冠狀病毒病後過世。 另外，新增57宗確診個案，累計共691宗確診。
2月24日，日本厚生勞動省公布感染個案有關的圖表，顯示早於1月20日，已有2名乘客開始發病。香港大學感染及傳染病中心總監何栢良稱，這數字代表香港伯伯未必是船上第一名受感染的人。
3月1日，厚生勞動省公布，鑽石公主號全員已下船，包括現年44歲的義大利籍船長真納羅·阿爾馬（Gennaro Arma），船公司表示船長身體健康良好。
3月7日，厚生勞動省公布，鑽石公主號累計有7人死亡，其中2人是香港人。
3月15日，厚生勞動省公佈，鑽石公主號累計有7人死亡，712人確診，當中334人沒有病徵。
3月28日，一名鑽石公主號香港旅客死亡，累計有3名鑽石公主號香港旅客死亡。
5月16日，鑽石公主號離開停泊三個多月的橫濱港，不載客前往馬來西亞。船公司表示船上已完成客艙消毒、床墊等物品的替換作業，在10月1日之前沒有安排任何載客航程

#### 各國與地區撤離行動

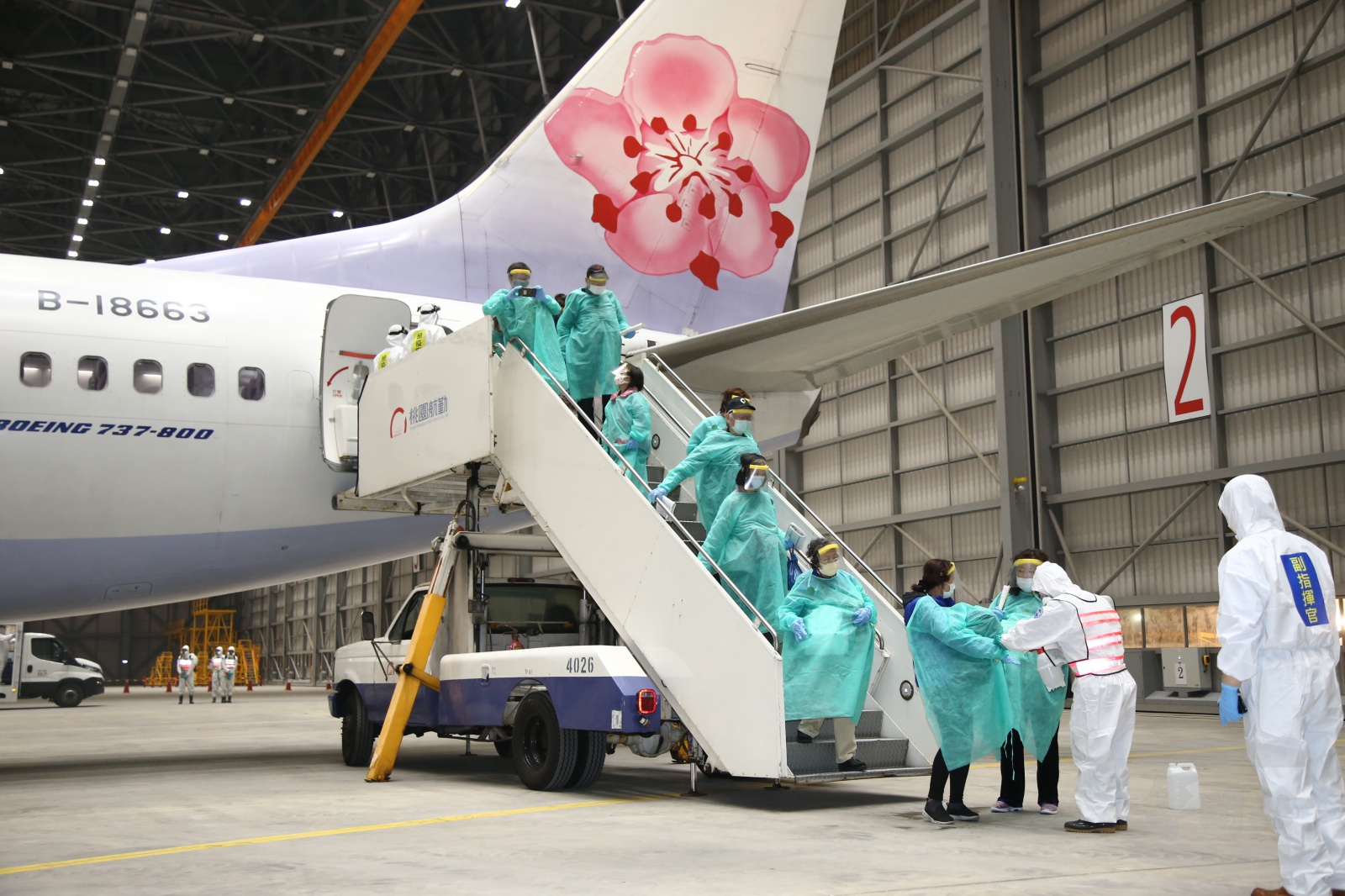
中華民國國防部派遣化兵群官兵於鑽石公主號乘客抵達桃園機場前後執行防疫消毒作業

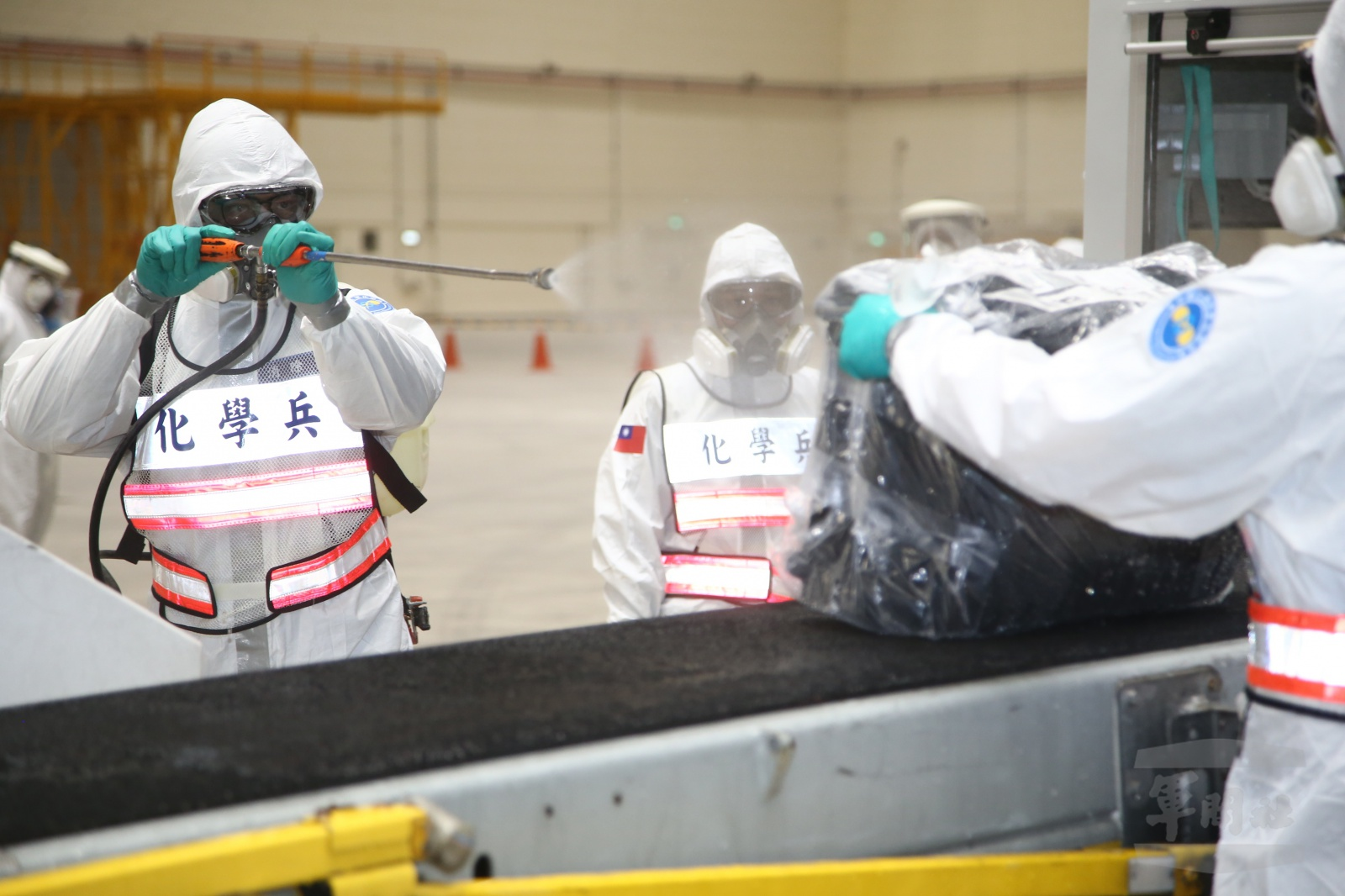
中華民國國防部化兵群官兵對鑽石公主號乘客行李進行消毒作業

2月17日，美國國務院包租兩架卡利塔航空（Kalitta Air）的貨機，從羽田機場載回船上380名沒有確診且有意願提早下船返國的美國公民（登機前其中14名公民就被確診，但依舊載回國），抵達美國後將在空軍基地隔離14天。同日，日本厚生劳动省发布数据表明，在“钻石公主”号上对504人进行了病毒核酸检测，已经确认有99例新增病例，包括85名乘客和14名機組人員，其中有70人没有表现出症状。这意味着在此船上总共检查了1723名乘客和船员，确认感染的有454人。
2月19日，大韓民國政府派出其中一架行政專機，由羽田機場載回船上沒有確診的韓國公民。同日，香港政府派出國泰航空的波音777-300包機接由羽田機場接載沒有確診的香港乘客返港，船上香港乘客晚上9時下船，翌日早上8時抵港，所有香港居民抵港後被送往駿洋邨隔離中心隔離14日。中國駐日本大使館指經各部門協調，香港特區政府將派包機撤離中國乘客前往香港，根据后续报道，在中國乘客中，除香港居民外，另有2名澳门居民，但因2人於被列為確診患者的密切接觸者，未获放行。
2月21日，中華民國政府委託中華航空波音737-800包機（編號CI7550）將鑽石公主號上檢疫為陰性且願意回臺的臺籍人員（共19名）載運返台，從東京羽田機場飛至桃園國際機場。機上有4名醫護隨機，所有人員均穿隔離衣、外科用口罩及護目鏡，機上不供餐並備有紙尿褲，回台後由救護車送醫採檢。回台人員只能隨身攜帶貴重物品，其餘行李將表面消毒後托運，將由家屬領回，14天內不得打開。
2月21日，香港政府安排的第二架國泰航空包機載回船上沒有確診的香港居民返港，總數84人，抵港後他們也會入住駿洋邨隔離檢疫14日。其中18名港人一度被誤會是緊密接觸者，及後雖已澄清但仍被推登上包機，需要自費乘搭全日空航班返港，再接受隔離。另有2名澳門居民抵港後由澳門政府安排的專車經港珠澳大橋返回澳門。
2月22日，英國政府派出包機接載32名英國和歐盟公民回到博斯庫姆唐，再轉送到醫院隔離。
2月23日，香港政府安排的第三架國泰航空包機載回船上沒有確診的香港居民返港，總數5人，其中2人較早時下船，曾入住位於東京的酒店。

#### 下船後確診
以下为钻石公主号乘客下船后在各地确诊的病例。
2月20日，澳洲政府派出澳洲航空公司包機接載170名沒有確診的澳洲公民到達爾文接受14日的檢疫隔離。目前出現兩名返國確診病例。
2月21日，以色列出现首例嚴重特殊傳染性肺炎确诊病例，也是由鑽石公主號返國確診病例。美國再增加11名鑽石公主號返國確診病例。
2月22日，日本栃木县60岁女性被确认感染嚴重特殊傳染性肺炎，她于14日在钻石公主号上接受检测并被确诊为阴性，且到19日为止都没有任何症状，同日结束隔离并从钻石公主号上下船，是第一个下船后被确诊的日本人病例。
2月23日，一名鑽石公主號的68歲香港男乘客，坐包機回香港後，在駿洋邨檢疫中心隔離期間確診嚴重特殊傳染性肺炎。2月24日，再多4名鑽石公主號香港乘客確診嚴重特殊傳染性肺炎。2月26日，檢疫中的乘客確診嚴重特殊傳染性肺炎，患者為一對姊弟，分別21歲及16歲。

### 至尊公主號

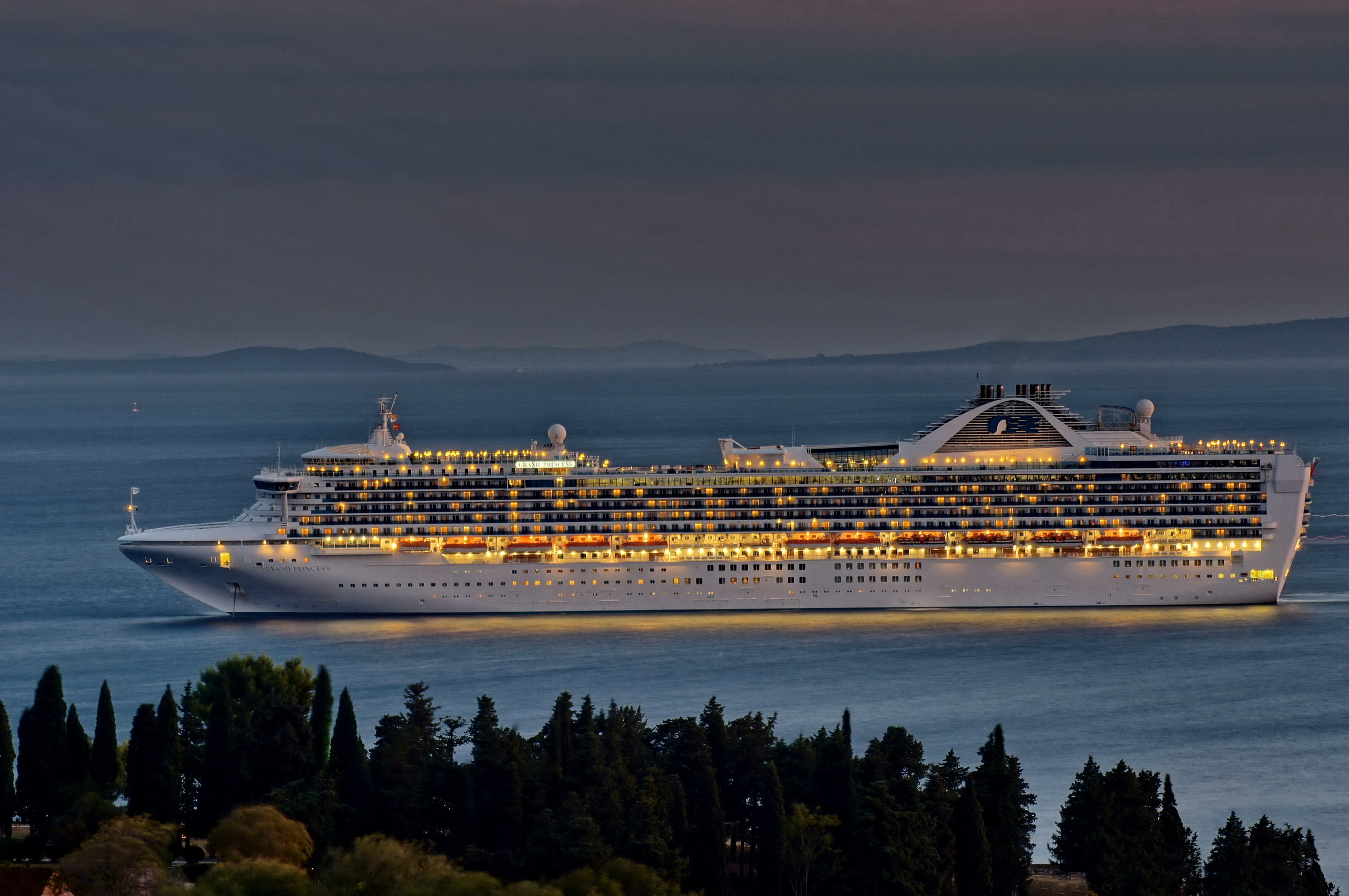
至尊公主号（2011年）

至尊公主號是公主郵輪旗下的一艘郵輪，排水量107,517噸，船籍為百慕達。

#### 郵輪航程
| 日期    | 郵輪靠岸地點   | 備註                                                                       |
| ------- | -------------- | -------------------------------------------------------------------------- |
| 2月21日 | 美国三藩市     | 71歲染病男乘客下船                                                         |
| 2月26日 | 美国納維利維利 |                                                                            |
| 2月27日 | 美国火奴魯魯   |                                                                            |
| 2月28日 | 美国拉海納     |                                                                            |
| 2月29日 | 美国希洛       |                                                                            |
| 3月5日  | 墨西哥恩塞納達 | 取消停靠，3月4日美國疾控中心要求郵輪立即返回三藩市                         |
| 3月7日  | 美国三藩市     | 3月9日停靠三藩市奧克蘭港的貨櫃碼頭，乘客陸續獲安排下船，送往檢疫中心隔離。 |

#### 事件經過
郵輪於2月11日由三藩市出發往墨西哥，2月21日返回三藩市，之後前往夏威夷，原定3月5日抵達墨西哥，3月7日再返回三藩市結束行程。2月21日，一名71歲男乘客在三藩市下船後，3月4日因感染新型冠狀病毒肺炎死亡，成為加州首宗死亡病例。因此，美國疾控中心立即要求郵輪從夏威夷直接返回三藩市。
2020年3月，加利福尼亞州普萊瑟縣的衛生官員報告，兩名至尊公主號乘客已感染新型冠狀病毒。其中普莱瑟县1例患者为老年人，曾于2月11日乘坐过该邮轮从旧金山前往墨西哥，并于2月21日返回。患者重症住院后，于当日晚些时间死亡。
3月5日至6日，该船停靠在加利福尼亚海岸附近，加利福尼亚州国民警卫队出動第129救援隊前往至尊公主號空投試劑盒以對船上旅客進行冠状病毒檢測。
3月5日，美國副總統迈克·彭斯表示，檢測了船上其中46名有病徵的人，當中21人確診，包括19名船员和2名乘客，24人呈陰性，另一人樣本發生未能確認之狀況。

### 世界夢號

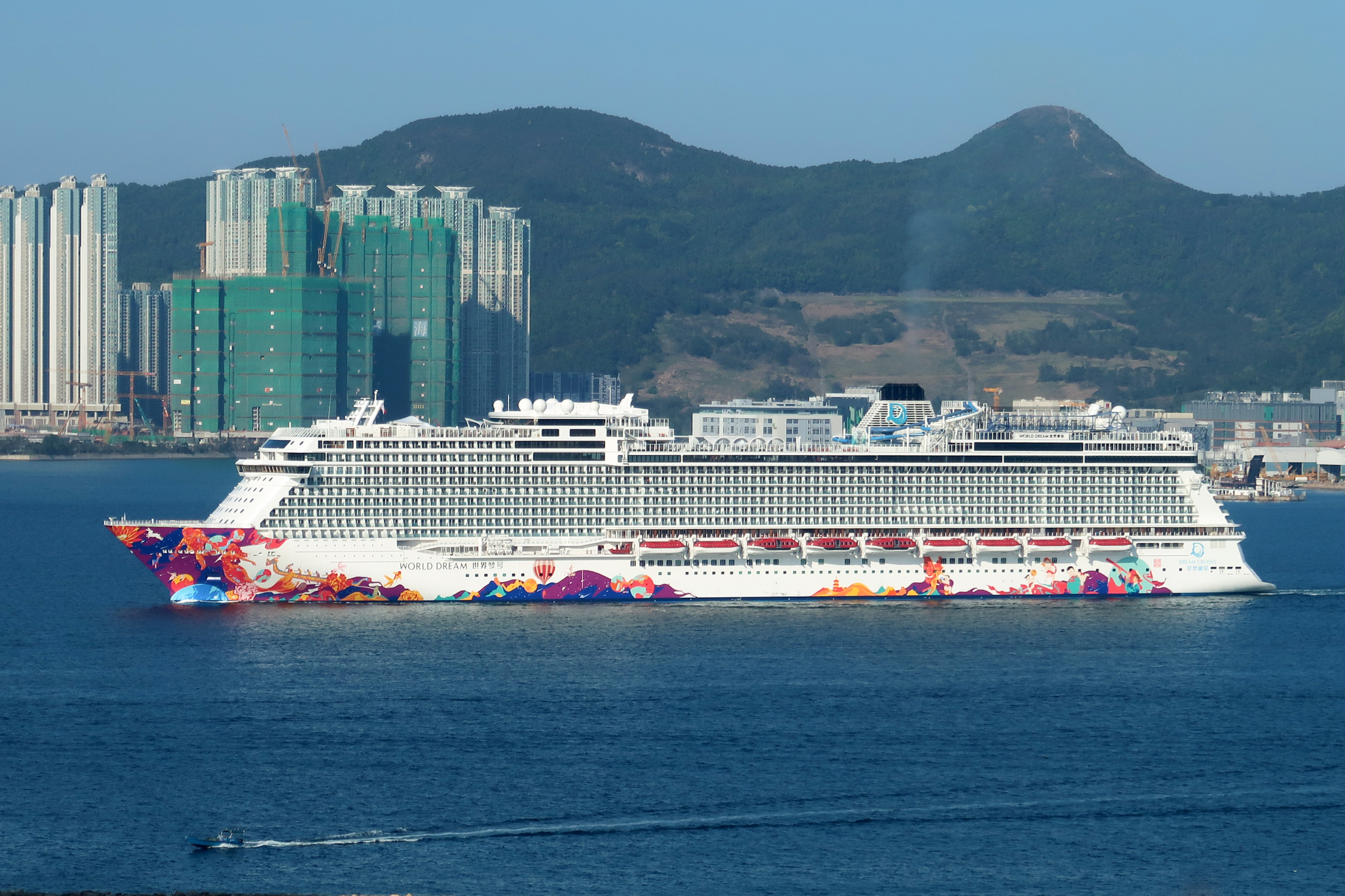
世界夢號

世界夢號（英語：World Dream）是星夢郵輪旗下的一艘豪華郵輪，排水量150,695噸，可載3,400名乘客及2,000名船員。船籍為巴哈馬，母港為香港。

#### 郵輪航程
5晚越南航程及2晚公海巡遊航程
| 日期    | 郵輪靠岸地點     | 備註                                             |
| ------- | ---------------- | ------------------------------------------------ |
| 1月19日 | 香港             |                                                  |
| 1月19日 | 中国廣州市南沙港 | 3名染病肇慶乘客登船                              |
| 1月21日 | 越南峴港市       |                                                  |
| 1月22日 | 越南下龍灣       |                                                  |
| 1月24日 | 中国廣州市南沙港 | 3名染病肇慶乘客離船                              |
| 1月24日 | 香港             | 206名香港乘客離船                                |
| 1月25日 | 南中國海巡遊     | 中國國家及省級文化旅遊部門通知暫停出境旅遊業務   |
| 1月26日 | 香港             | 廣州登船乘客改於香港離船並經統一安排返回中國內地 |
| 1月26日 | 中国廣州市南沙港 | 取消停靠                                         |

4晚台灣航程
| 日期   | 郵輪靠岸地點 | 備註 |
| ------ | ------------ | --- |
| 2月2日 | 香港         | |
| 2月3日 | 臺灣基隆市   | |
| 2月4日 | 臺灣高雄市   | 拒絕停靠 |
| 2月6日 | 香港         | 提早於2月5日到達香港。 香港衛生防護中心港口衛生科檢疫人員登船，對所有乘客及船員作衛生檢疫，期間乘客及船員不得離船。 |

#### 事件經過
2020年1月19日，世界夢號於由廣州南沙往越南的（WD05200119）航次啟程，先到香港讓206位乘客登船，再於同日抵達廣州南沙接載4,400多名旅客，然後展開往越南的旅程，當時船上有4,482位乘客及有1,814名船員。航程是香港經廣州南沙至越南，再由越南經廣州南沙至香港，1月19日出發，1月24日完結，206名於在香港登船的乘客會乘1月24日由廣州南沙出發的另一航次（WD02200124）回香港啟德郵輪碼頭下船。
2月3日，星夢郵輪接獲廣東省疾病預防控制中心通知，世界夢號於1月19至24日由廣州南沙往越南的（WD05200119）航次有3名中國大陸旅客被確診嚴重特殊傳染性肺炎。
2月4日，郵輪於2月2日在從香港出發往台灣高雄的航次（WD04200202），由於14天的病毒潛伏期未過，被中華民國政府拒絕靠岸，郵輪須提早返航。
2月5日，郵輪回到香港停泊在啟德郵輪碼頭，由於須接受衛生署檢疫，船上的乘客及船員未能下船，這時船上約有1,800多名乘客，大部分是香港居民，也有其他外籍旅客。衛生署港口衞生主任稱船上的乘客與上月確診嚴重特殊傳染性肺炎的中國大陸旅客應沒有接觸，但有33名船員報稱懷疑曾有嚴重特殊傳染性肺炎的病徵，當中1人對乙型流感檢測呈陽性反應，須與另外兩名曾服用退燒藥的船員送到醫院接受檢查，而船上的乘客及船員在完成檢疫前均不准下船。同日，上期 WD05200119 航次的新冠肺炎患者確診人數於同日稍後增至8人。有乘客使用電話接受記者訪問時稱，船上的乘客都是在郵輪抵達台灣但被拒絕登岸時，才得知郵輪之前曾接載嚴重特殊傳染性肺炎患者，船上有乘客對外展示「希望政府盡快封關」的標語，碼頭的地面則有大批防暴警察，但在當晚10時仍未有衛生署人員登船為乘客量度體溫或取走乘客已填寫的健康申報表，乘客及船員至2月7日仍然未能登岸。星夢郵輪稱於2月5日宣布世界夢號在香港停止營運及將會進行全面消毒工作。郵輪碼頭於2月5日需要停用，由於郵輪成為嚴重特殊傳染性肺炎擴散的途徑，啟德郵輪碼頭的出入境口岸於2月6日被關閉。
2月8日，香港衞生署衞生防護中心指，截至下午4時，船上35員工及9名乘客曾發燒或呼吸道病徵，樣本對2019冠状病毒測試呈陰性反應。現時船上乘客與廣州確診患者沒有直接接觸，但大部分員工曾在1月19日至24日曾與患者接觸，為審慎起見，將對所有員工進行病毒測試，由於涉及1,800名員工，估計需時4日。
2月9日，署方下午見記者時指1,800名船員已全數接受病毒測試，結果全部均屬陰性，船員及乘客將於下午5時半下船。

### 威士特丹號

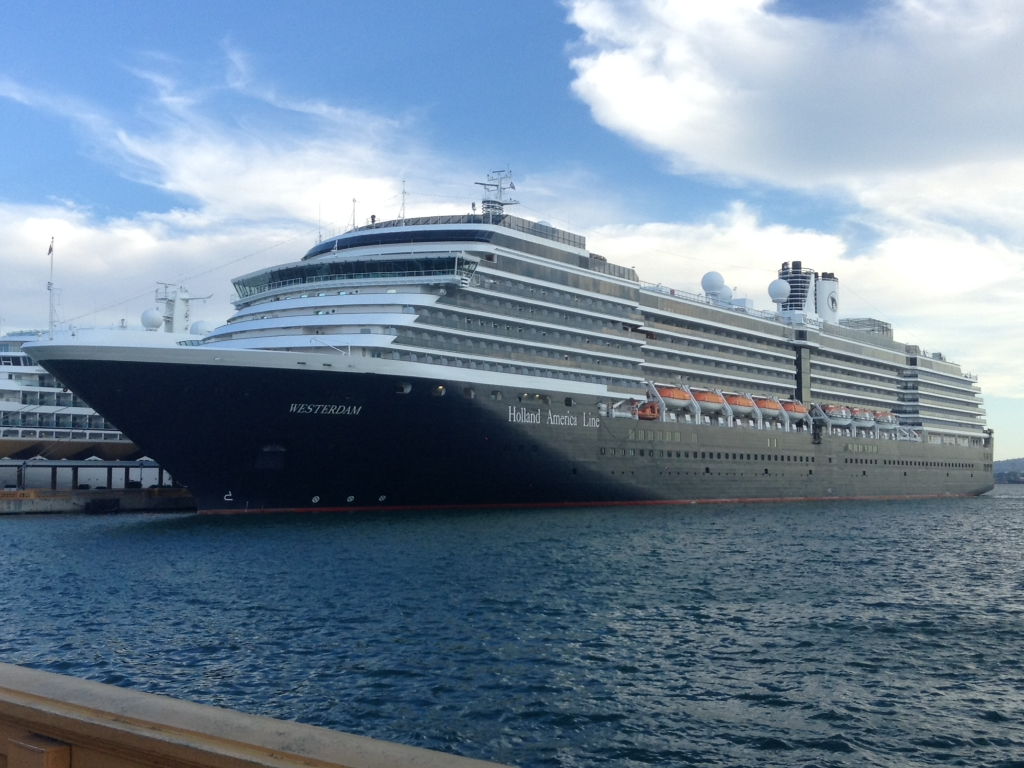
威士特丹号（2015年）

威士特丹號（英語：MS Westerdam）是隸屬荷美郵輪公司的一艘郵輪，排水量82,348噸，可載1,916名乘客及817位船員，船籍為荷蘭。

#### 原定行程與變化
| 日期        | 原定靠岸地點     | 原靠岸地點政府的反應 | 威士特丹號在當日前後的去向 |
| ----------- | ---------------- | --- | --- |
| 1月16日     | 新加坡           | | 威士特丹號開始30天航程由新加坡前往上海                                                                                           |
| 1月18日     | 泰國蘇梅島       | | |
| 1月19-20日  | 泰國曼谷林查班港 | | |
| 1月21日     | 柬埔寨西哈努克   | | |
| 1月23日     | 越南胡志明市     | | |
| 1月24日     | 越南芽莊         | | |
| 1月26-27日  | 越南峴港         | | |
| 1月29日     | 越南下龍灣       | | |
| 2月1日      | 香港             | 啟德郵輪碼頭於該郵輪啟航時正常運作，5日因世界夢號靠岸檢疫而關閉，香港於6日關閉所有郵輪口岸。                                                | 郵輪按原定行程啟航往菲律賓。 2日：菲律賓政府拒絕郵輪靠岸，郵輪提早轉往臺灣。                                                     |
| 2月3日      | 菲律賓馬尼拉     | 菲律賓政府於2日拒絕該郵輪停靠。 | 被菲律賓拒絕停靠後，郵輪曾詢問台灣花蓮港能否停靠。 4日：提早停靠高雄港，臺灣政府在稍晚時間宣布拒絕14天內曾停靠中港澳的郵輪靠岸。 |
| 2月5日      | 臺灣高雄         | 可停靠高雄，防疫醫師上船檢疫，38名有病徵旅客返船後不得再下船。臺灣政府於4日宣布新防疫措施，曾在14天內停靠中港澳地區的郵輪，不得在臺灣靠岸。 | 因臺灣新防疫措施，已不能按行程停靠基隆港，郵輪當日離開高雄港後，直接前往日本沖繩石垣港。                                         |
| 2月6－7日   | 臺灣基隆         | 拒絕停靠。 | 6日：前往石垣途中遭日本政府拒絕在日本港口停靠。 7日：由於已不能在日本港口靠岸，郵輪提早開往韓國釜山港，但亦被韓國政府拒絕停靠。  |
| 2月8日      | 日本石垣         | 日本政府於6日拒絕該郵輪在日本港口靠岸，並呼籲郵輪返回香港。                                                                                 | 荷美郵輪要求讓威士特丹號在美國關島停泊，但被關島總督拒絕。                                                                       |
| 2月9日      | 日本那霸         | 拒絕停靠。 | 10日：荷美郵輪宣布威士特丹號可於泰國林查班港靠岸，郵輪航向泰國，預料13日抵達。                                                   |
| 2月11日     | 日本長崎         | 拒絕停靠。 | 前往泰國林查班港途中被泰國衛生部拒絕停靠。                                                                                       |
| 2月12日     | 釜山             | 韓國政府於7日拒絕該郵輪在韓國港口停靠。 | 荷美郵輪宣佈柬埔寨容許威士特丹號前往西哈努克城。                                                                                 |
| 2月13日     | 日本佐世保       | 拒絕停靠。 | 抵達西哈努克城及停在海中央接受柬埔寨衛生部門檢疫。 14日：郵輪獲准靠泊碼頭，旅客登岸。                                            |
| 2月15日     | 日本橫濱         | 郵輪因取消停靠上海，原定更改目的地為日本橫濱，但被拒絕停靠。                                                                                | 威士特丹號的一名乘客于馬來西亞確診新冠肺炎。                                                                                     |
| 2月15－16日 | 中国上海         | 原定行程目的地，上海市政府於10日宣布國際郵輪全部停航。                                                                                      | |

#### 事件經過

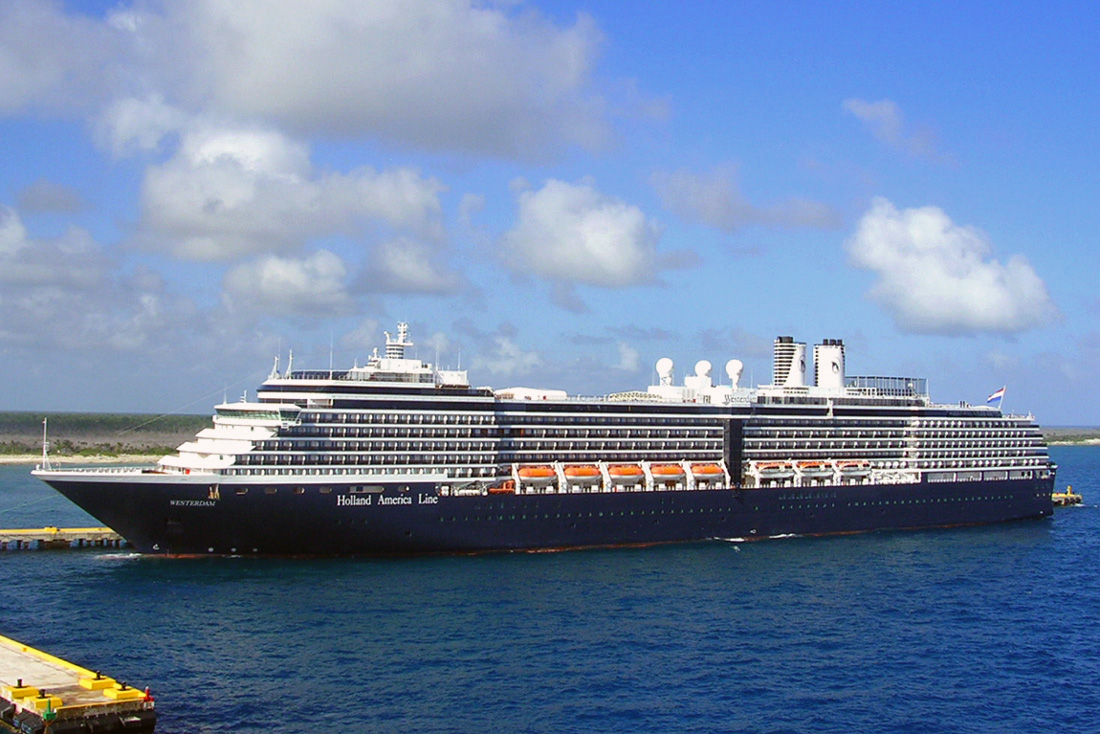
威士特丹號

威士特丹號於2019年9月19日從加拿大溫哥華出發，途經橫濱、天津、上海、基隆、馬尼拉、香港等地前往新加坡，威士特丹號於11月23日到達新加坡，正式展開其2019年9月至2020年4月的東亞航季，其間主要以新加坡、香港、上海及橫濱作為其母港。

威士特丹號於2020年1月16日從新加坡出發，1月30日抵逹香港。2月1日從香港再啟航，當時船上原有687乘客繼續旅程，另外有約800名乘客從香港上船，郵輪共載有2,257人，包括1,455名乘客及802位工作人員。據悉威士特丹號2月1日航次的郵輪乘客多為參與了一英國旅行社舉辦的旅行團的外籍人士，原計劃到菲律賓馬尼拉，再到台灣、日本、韓國及中國上海，及後於上海乘坐飛機返回英國。
2月3日，郵輪原定在菲律賓馬尼拉靠岸，但遭菲律賓拒絕泊岸。
2月4日，威士特丹號因被菲律賓馬尼拉拒絕停靠，上午六時提早到達台灣高雄港9號碼頭，期間除了船上9名旅客及船員外，旅客可以下船觀光。同日中午，9號碼頭改由世界夢號停靠，威士特丹號移到4號碼頭。
2月5日，威士特丹號駛離高雄港，台灣中央流行疫情指揮中心表示，威士特丹號並無確診個案，惟為求慎重，已限制船上38名有咳嗽等呼吸道症狀但無中國旅遊史之旅客上船後不得再下船。
2月6日，日本內閣總理大臣安倍晉三針對郵輪可能引爆的肺炎群聚感染問題，在總理大臣官邸召開了會議，決定不批准威士特丹號入境，並勸籲在船上的日本人在返回香港之後搭飛機返回日本。據日本國土交通省資料顯示，船上有1,455名乘客、802名組員，其中有5名日本人。
2月7日，大韓民國釜山港灣公社表示，韓國檢疫部門全面提升檢疫標準，在綜合考慮各項因素後決定取消該郵輪停靠釜山港。由於郵輪先後遭到日本及韓國拒絕入港，荷美郵輪於是向原本不在是次行程之內的關島申請靠泊，惟關島總督辦公室在同日發表聲明，署理總督特諾里奧（Josh Tenorio）徵詢總督萊昂格雷羅（Lou Leon Guerrero）的意見後，拒絕美國國務院的要求，不准威士特丹號靠岸。荷美輪船發表聲明指，公司正與美國國務院、美國海軍、荷蘭政府接洽，正在尋找可以讓威士特丹號乘客上岸的港口。
2月11日，荷美郵輪稱泰國已同意讓威士特丹號在春武里府的林查班港靠岸，並表示郵輪已航向泰國，預算可於13日抵達，但泰國公共衛生部長阿努廷（Anutin Charnvirakul）其後否認准許威士特丹號在泰國靠岸。
2月12日，荷美郵輪公佈，柬埔寨已同意讓威士特丹號泊岸，翌日郵輪會在柬埔寨西哈努克市的港口停泊。
2月13日，威士特丹號上午7時到達西哈努克港附近水域，郵輪需要先在海中心拋錨，讓柬埔寨衛生局人員登船進行衛生檢查，通過檢疫後才會獲准開往碼頭停泊，郵輪會停留數日安排乘客下船。乘客登岸後將獲包機接載前往柬埔寨首都金邊，再獲安排航班回國，荷美郵輪會為乘客安排返國的航班及承擔有關費用，也會向乘客全額退回這次郵輪旅程的費用。
2月14日，郵輪獲准靠泊碼頭，2257名旅客及船員開始下船登岸。對新型冠狀病毒嚴重性一直持懷疑態度的柬埔寨總理洪森親自到場迎接旅客下船，並與旅客握手及贈送玫瑰，柬埔寨卫生局只对20名旅客进行了检验。截至15日中午，超過一半的乘客已經下船。柬埔寨方面稱由於乘客人數眾多，預計讓所有人士下船總共需耗時三日。
2月15日，馬來西亞證實一名曾搭乘威士特丹號的83歲美國女性確診新冠肺炎。她在2月13日通過檢查後獲准下船，其後與其他144名同船乘客在14日飛往馬來西亞。她與丈夫在吉隆坡國際機場被測出帶有新冠肺炎的疾病症狀，隨即被送往雙溪毛糯醫院進行檢查。柬埔寨当局与郵轮总公司接获消息后，要求大马当局重新检验，马来西亚当局坚持其检测正确，15日正式確診新冠肺炎，丈夫的測試樣本則對新冠病毒呈陰性反應。
2月25日，荷美郵輪公司宣布，威士特丹號所有3月和4月的亞洲行程將會取消。並暫訂於5月10日在加拿大溫哥華開始其阿拉斯加航季。

### 阿努吉號
埃及阿努吉號 （英語：MS River Anuket）在阿斯旺和樂蜀之間運行，隔離時有171名乘客和船員，其中101名是外國人。
2020年3月6日，埃及南部尼羅河樂蜀段12名船員確診感染，並於翌日確診33名乘客及船員遭感染。
爭議
在一名先前登上該船的台灣裔美國人返回台灣後被確診感染之後，埃及當局於3月6日也開始採取隔離措施。該患者於2月21日返台就醫，29日確診，為台灣第三十九例確診案例。
埃及衛生部指出，該確診遊客為感染源。對此，台灣中央流行疫情指揮中心指揮官陳時中指出，對於用台灣的旅客當作傳染源的想定未免太草率，並指出埃及裔領隊是最早發病的。中央流行疫情指揮中心監測應變官莊人祥重申，台灣確診旅客只是該團最早被確診的「指標病例」，並非是感染源。
台灣中央流行疫情指揮中心於3月8日記者會指出，研究團隊對病毒基因定序分析追蹤來源，病毒株是來自歐洲，確定案39是在埃及遭感染，並非感染源。國立臺灣大學醫學院葉秀慧教授研究團隊發現，案39的病毒基因體定序與台灣病毒序列差距頗大，和與歐洲、奈及利亞、巴西及義大利等地的病毒屬同一個演化枝（Clade）。

### 布雷默號

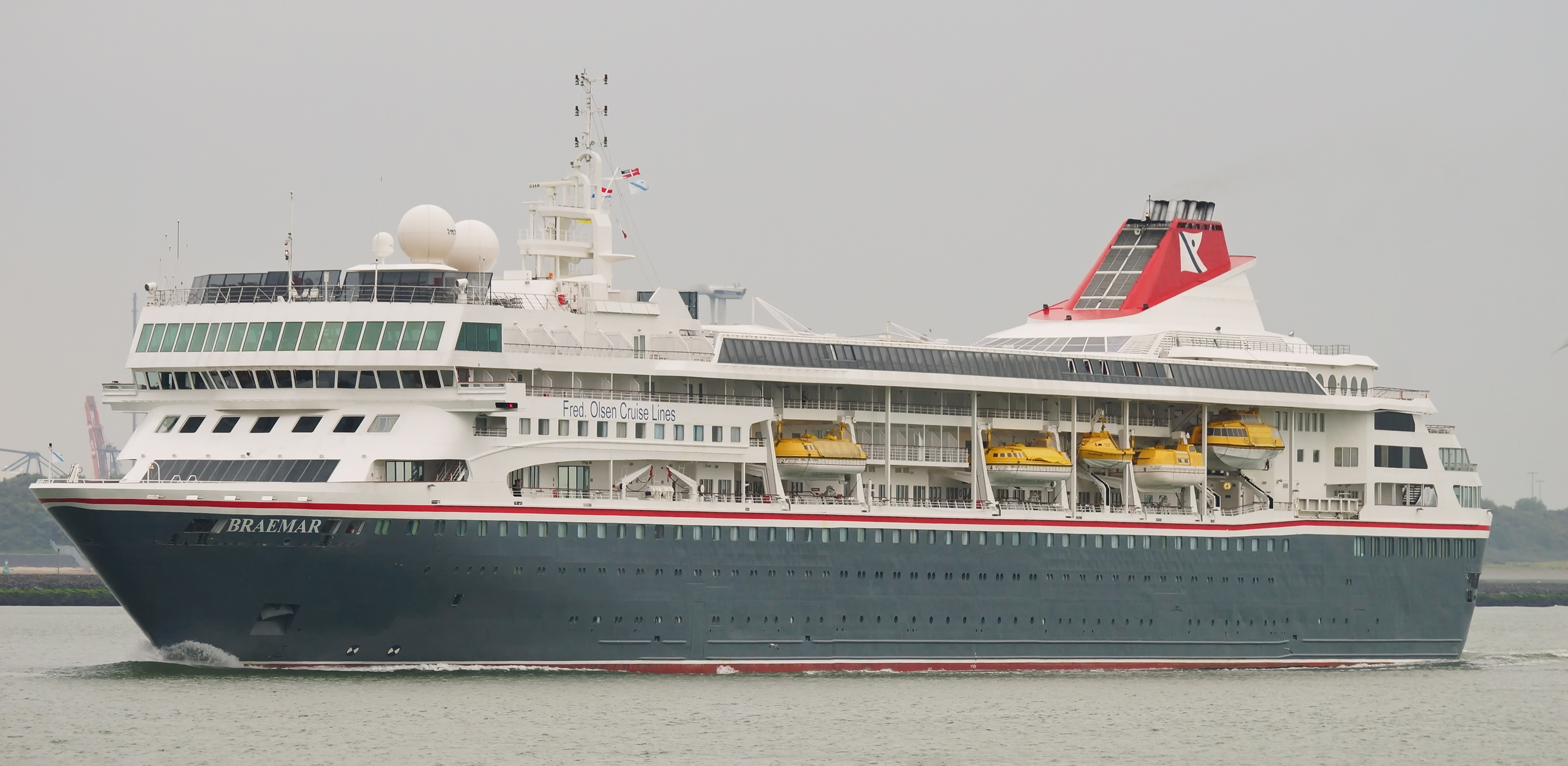
布雷默号（2017年）

布雷默號是英國弗雷德奧爾森郵輪公司旗下的一艘郵輪，排水量24,344噸，船籍為巴哈馬。

#### 郵輪航程
| 日期    | 郵輪靠岸地點           | 備註                                                                             |
| ------- | ---------------------- | -------------------------------------------------------------------------------- |
| 2月25日 | 荷屬聖馬丁菲利普斯堡   | 2月13日航次的最後一個中途停靠港。                                                |
| 2月27日 | 拉羅馬納               | 郵輪原本停靠的母港，拒絕停靠，郵輪改往荷屬聖馬丁菲利普斯堡讓乘客上下船。         |
| 2月28日 | 聖多明哥               | 拒絕停靠，3月1日郵輪到達菲利普斯堡靠岸，2月27日航次的旅客上船。                  |
| 3月2日  | 墨西哥科蘇梅爾         | 取消停靠                                                                         |
| 3月3日  | 伯利茲城               | 取消停靠                                                                         |
| 3月6日  | 利蒙                   | 取消停靠                                                                         |
| 3月7日  | 巴拿马科隆             |                                                                                  |
| 3月8日  | 哥伦比亚卡塔赫納       |                                                                                  |
| 3月10日 | 威廉斯塔德             | 5名郵輪乘客確診新冠肺炎                                                          |
| 3月12日 | 布里奇敦               | 拒絕停靠，由於多個加勒比海港口拒絕郵輪停靠，郵輪公司決定改為駛往巴哈馬中止行程。 |
| 3月13日 | 圣卢西亚卡斯特里       | 拒絕停靠，郵輪到達巴哈馬水域，乘客和船員被禁止下船。                             |
| 3月14日 | 圣基茨和尼维斯巴斯特爾 | 拒絕停靠                                                                         |
| 3月15日 | 安地卡及巴布達聖約翰斯 | 拒絕停靠                                                                         |
| 3月16日 | 荷屬聖馬丁菲利普斯堡   | 拒絕停靠，3月17日郵輪駛往古巴馬里埃爾港口                                        |
| 3月23日 | 蓬塔德爾加達           | 取消停靠                                                                         |
| 3月26日 | 西班牙拉科魯尼亞       | 取消停靠                                                                         |
| 3月28日 | 英国南安普敦           | 取消停靠                                                                         |

#### 事件經過
2020年2月27日，由於布雷默號有8人出現上呼吸道感染症狀，多明尼加共和國拒絕郵輪停靠。
3月9日，加拿大艾伯塔省政府公佈，有1名早前曾乘坐布雷默號郵輪2月13日航次的旅客確診新冠肺炎。
3月10日，郵輪在威廉姆斯塔德停靠時，檢測到共有5名旅客確診新冠肺炎。
3月12日，巴巴多斯及多個加勒比海港口均拒絕布雷默號停靠，郵輪公司決定改往巴哈馬中止行程。
3月13日，郵輪上合共5名旅客確診新冠肺炎，另有20名旅客及20名船員出現有關症狀，巴哈馬政府不公允許布雷默號停靠巴哈馬，只允許在巴哈馬水域中提供人道主義援助，包括︰提供燃料，食物，水和其他用品等。
3月16日，英國政府表示正與古巴和美國當局進行討論，尋找合適港口給布雷默號停靠讓乘客和船員下船。此外，由於考慮到乘客的健康狀況和與英國目的地的距離，英國政府不打算讓郵輪駛往英國再給乘客和船員下船。目前船上載有包括︰英國、加拿大、澳大利亞、比利時、哥倫比亞、愛爾蘭、意大利、日本、荷蘭、新西蘭、挪威和瑞典的多個國家公民。
3月17日，古巴政府表示出於人道主義原則，允許布雷默號郵輪停靠古巴馬里埃爾港口讓乘客和船員下船

### 歌詩達奇幻號
歌詩達奇幻號是歌詩達郵輪公司旗下的一艘郵輪，排水量102,587噸，船籍為意大利。
郵輪航程
| 日期    | 郵輪靠岸地點             | 備註                              |
| ------- | ------------------------ | --------------------------------- |
| 2月28日 | 皮特爾角城               |                                   |
| 3月1日  | 英屬維爾京群島托爾托拉島 |                                   |
| 3月2日  | 荷屬聖馬丁菲利普斯堡     |                                   |
| 3月3日  | 安地卡及巴布達聖約翰斯   |                                   |
| 3月4日  | 圣基茨和尼维斯巴斯特爾   |                                   |
| 3月5日  | 法蘭西堡                 |                                   |
| 3月6日  | 皮特爾角城               |                                   |
| 3月8日  | 千里達及托巴哥斯卡伯勒   | 拒絕停靠                          |
| 3月9日  | 格瑞那達聖喬治           | 拒絕停靠                          |
| 3月10日 | 布里奇敦                 | 拒絕停靠                          |
| 3月11日 | 圣卢西亚卡斯特里         | 拒絕停靠，2名郵輪乘客確診新冠肺炎 |
| 3月12日 | 法蘭西堡                 | 拒絕停靠，郵輪在海上進行隔離      |
| 3月13日 | 皮特爾角城               | 取消停靠                          |

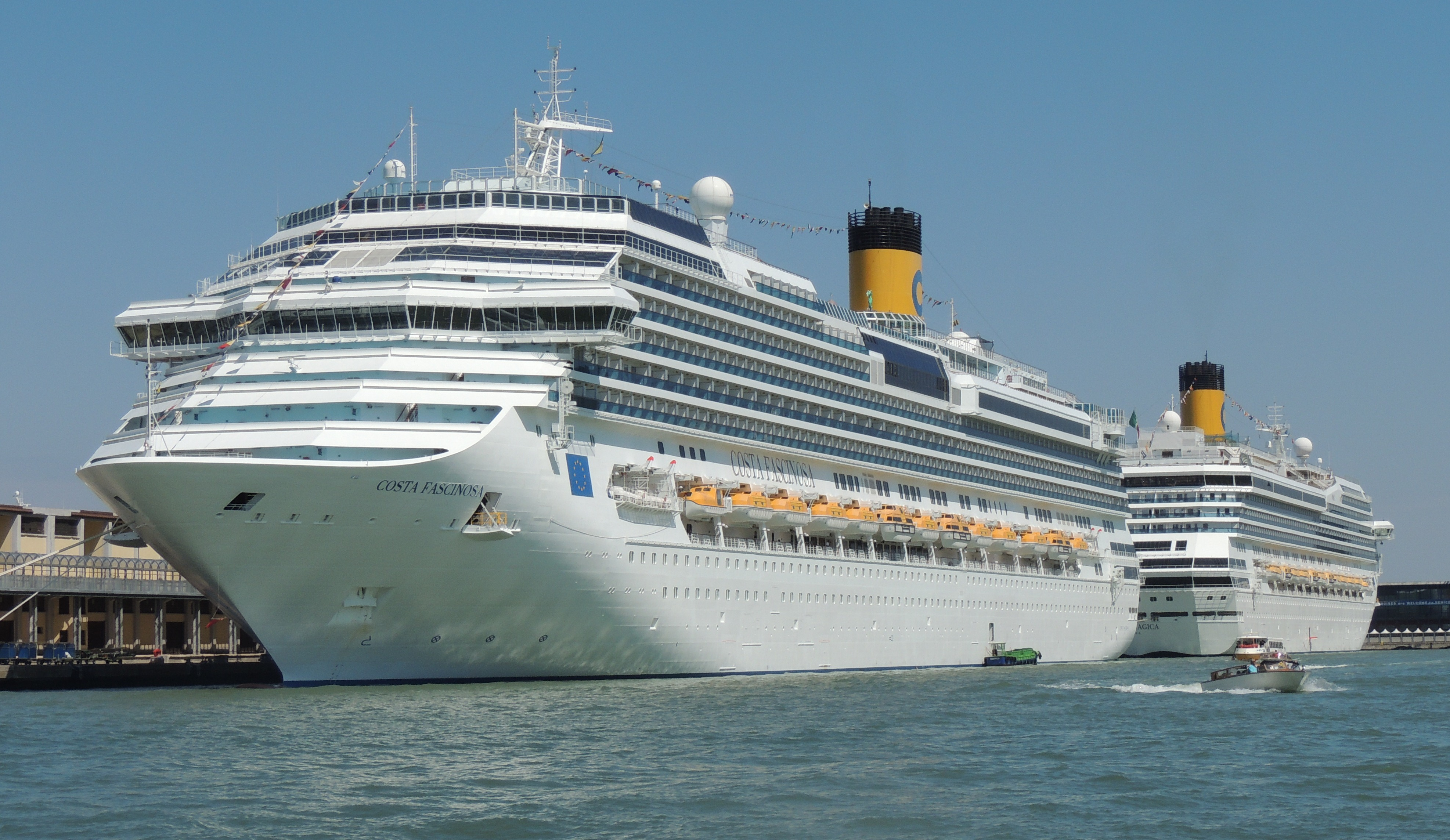
歌诗达奇幻号（2013年）

2020年3月8日至11日，由於歌詩達奇幻號載有超過300名意大利籍旅客，千里達及托巴哥、格瑞那達、巴貝多和馬提尼克均拒絕郵輪停靠。
3月12日，郵輪上有2名旅客確診新冠肺炎，郵輪被拒絕停靠且需要在海上進行隔離。

### 地中海傳奇號
地中海傳奇號是地中海郵輪旗下的一艘郵輪，排水量171,598噸，船籍為馬耳他。
郵輪航程
| 日期    | 郵輪靠岸地點     | 備註                                                        |
| ------- | ---------------- | ----------------------------------------------------------- |
| 2月23日 | 美国邁阿密       |                                                             |
| 2月25日 | 牙买加奧喬里奧斯 | 因一名船員疑似感染嚴重特殊傳染性肺炎，拒絕停靠              |
| 2月26日 | 开曼群岛喬治敦   | 拒絕停靠                                                    |
| 2月27日 | 墨西哥科蘇梅爾   |                                                             |
| 2月29日 | 巴哈马MSC海洋礁  |                                                             |
| 3月1日  | 美国邁阿密       | 感染嚴重特殊傳染性肺炎郵輪乘客上船                          |
| 3月3日  | 墨西哥科斯塔瑪雅 |                                                             |
| 3月4日  | 伯利茲城         |                                                             |
| 3月5日  | 羅阿坦島         |                                                             |
| 3月7日  | 巴哈马MSC海洋礁  |                                                             |
| 3月8日  | 美国邁阿密       | 3月1日航次8天旅程的旅客和感染嚴重特殊傳染性肺炎郵輪乘客下船 |
| 3月10日 | 牙买加奧喬里奧斯 |                                                             |
| 3月11日 | 开曼群岛喬治敦   |                                                             |
| 3月12日 | 墨西哥科蘇梅爾   | 感染新冠肺炎郵輪乘客在加拿大正式確診                        |
| 3月14日 | 巴哈马MSC海洋礁  |                                                             |
| 3月15日 | 美国邁阿密       | 3,800多名乘坐3月1日航次15天旅程的旅客可以自由下船，引起爭議 |

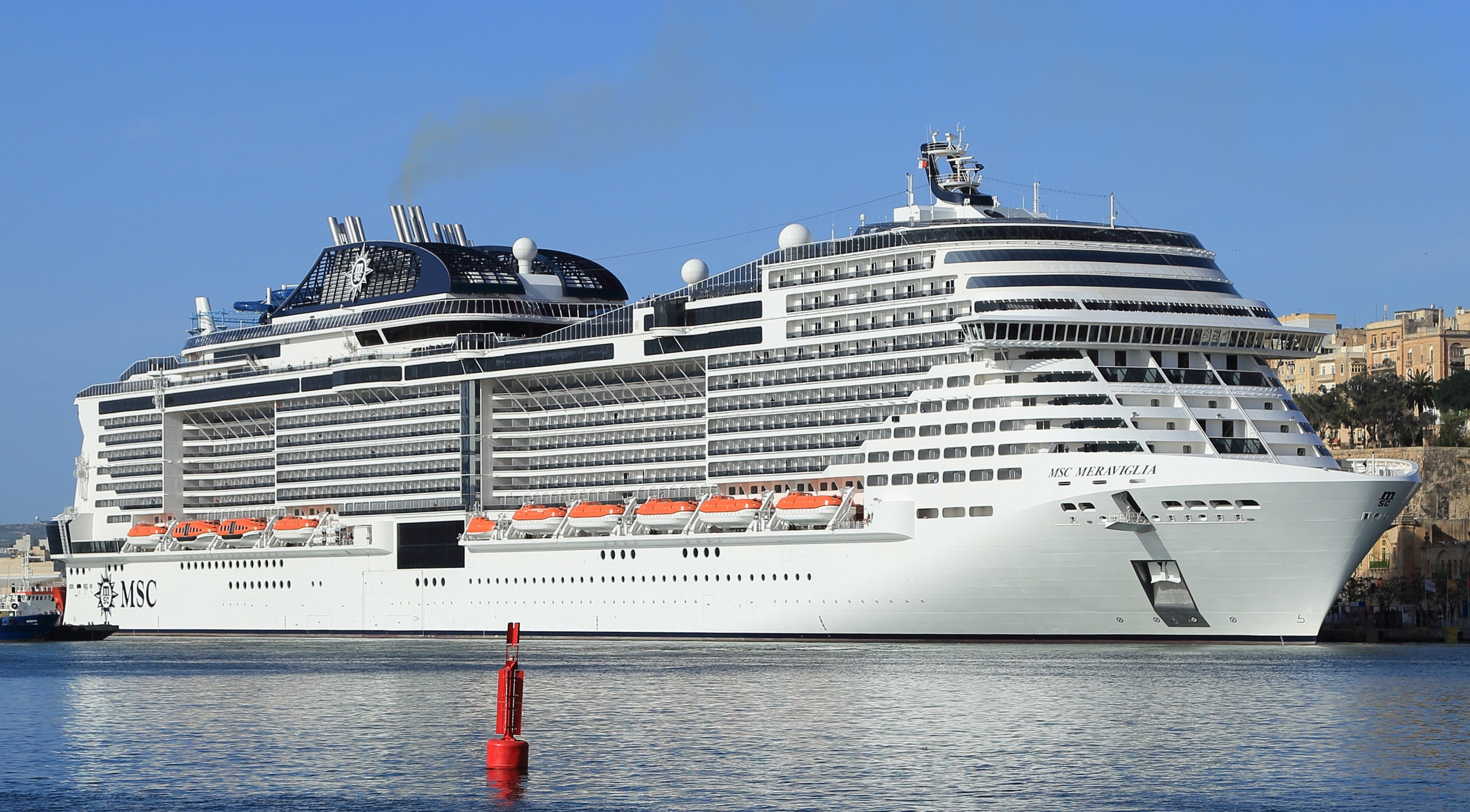
地中海传奇号（2018年）

2月23日由美國邁阿密出發，因一名船員疑似感染嚴重特殊傳染性肺炎，郵輪2月25日在牙買加奧喬里奧斯和2月26日在開曼群島喬治城均被拒絕靠岸。2月27日到達墨西哥科蘇梅爾時，墨西哥政府表示為乘客進行健康檢查後會批准他們下船。
3月12日，1名乘坐3月1日航次8天旅程的旅客在回到加拿大後確診感染嚴重特殊傳染性肺炎。
3月15日3,800多名乘坐3月1日航次15天旅程的旅客，在回到出發地邁阿密時，沒有接受任何醫療檢查或病毒檢測，就被允許自由下船、各自離開，引起爭議。

### 歌詩達耀目號
歌詩達耀目號是歌詩達郵輪公司旗下的一艘郵輪，排水量92,600噸，船籍為意大利。
郵輪航程
| 日期    | 郵輪靠岸地點              | 備註                                                                      |
| ------- | ------------------------- | ------------------------------------------------------------------------- |
| 2月24日 | 美国勞德代爾堡            |                                                                           |
| 2月25日 | 巴哈马自由港              |                                                                           |
| 2月27日 | 琥珀灣                    |                                                                           |
| 2月28日 | 牙买加奧喬里奧斯          |                                                                           |
| 2月29日 | 开曼群岛喬治敦            | 中風並感染嚴重特殊傳染性肺炎意大利籍男乘客被送到岸上治療                  |
| 3月2日  | 羅阿坦島                  |                                                                           |
| 3月3日  | 墨西哥科蘇梅爾            |                                                                           |
| 3月5日  | 美国勞德代爾堡            |                                                                           |
| 3月8日  | 波多黎各聖胡安            | 意大利籍女乘客和其丈夫被送到岸上治療                                      |
| 3月9日  | 安地卡及巴布達聖約翰斯    | 3月13日意大利籍女乘客和其丈夫確診感染嚴重特殊傳染性肺炎                   |
| 3月16日 | 西班牙聖克魯斯-德特內里費 | 3名郵輪乘客確診感染嚴重特殊傳染性肺炎，船上旅客開始需要在房間內進行隔離。 |
| 3月18日 | 西班牙馬拉加              | 拒絕停靠                                                                  |
| 3月20日 | 法國馬賽                  | 意大利籍旅客被禁止下船                                                    |
| 3月21日 | 義大利薩沃納              | 乘客分批下船或進行檢疫                                                    |
| 3月22日 | 義大利那不勒斯            | 取消停靠                                                                  |
| 3月24日 | 杜布羅夫尼克              | 取消停靠                                                                  |
| 3月25日 | 義大利威尼斯              | 取消停靠                                                                  |

事件經過

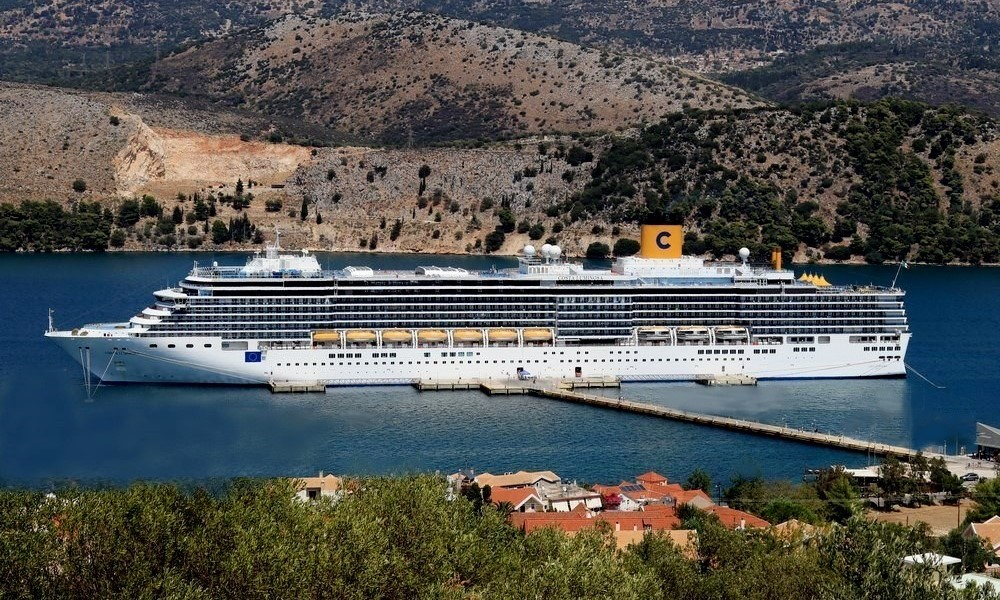
歌诗达耀目号（2017年）

2月29日，1名68歲意大利籍男乘客在郵輪上中風後，在開曼群島靠岸時被送到岸上治療，期後被檢測出對2019冠狀病毒呈陽性反應，3月7日不治。
3月8日，1名68歲意大利籍女乘客在郵輪到達波多黎各後，出現發燒、乾咳等嚴重特殊傳染性肺炎病徵，女乘客和她的丈夫被波多黎各當局隔離在醫院，等待2019冠狀病毒測試結果。
3月13日，意大利籍女乘客和她的丈夫的測試結果為對2019冠狀病毒呈陽性反應。
3月15日，郵輪到達加那利群島時，3名郵輪乘客船上不適被送到岸上治療，3名乘客確診感染嚴重特殊傳染性肺炎。船上旅客開始需要在房間內進行隔離。
3月16日，船上旅客需要每日進行強制性體溫檢查，西班牙政府宣佈禁止歌詩達耀目號在馬拉加靠岸，郵輪改為直接前往法國馬賽。到達馬賽後，非意大利籍旅客可以下船。
3月20日，歌詩達耀目號郵輪到達馬賽，郵輪公司告知法國衛生當局：船上共有75名懷疑個案，包括其緊密接觸者；其後36名乘客證實確診新冠肺炎。截至3月23日，合共639名乘客獲准下船：包括235名美國人、77名加拿大人、10名西班牙人、187名法國人及130名其他國籍乘客。
3月21日，歌詩達耀目號郵輪到達意大利薩沃納，當天共198名乘客獲准下船，包括113名意大利公民及85名瑞士公民。其他乘客將稍後安排下船或進行檢疫。

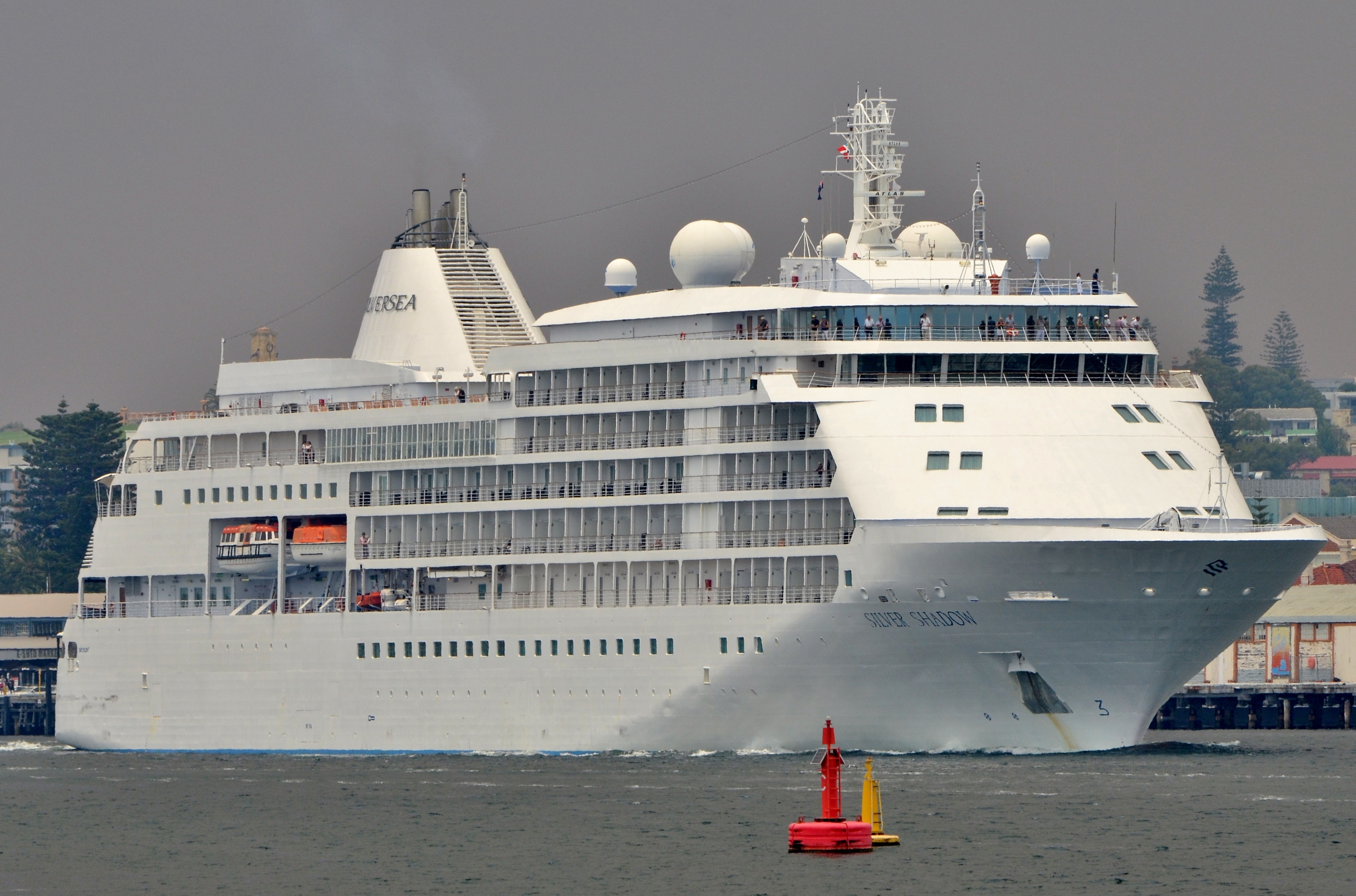
银影号（2018年）

### 銀影號
銀影號是銀海郵輪旗下的一艘郵輪，排水量28,258噸，船籍為巴哈馬。
郵輪航程
| 日期    | 郵輪靠岸地點             | 備註                                                                                     |
| ------- | ------------------------ | ---------------------------------------------------------------------------------------- |
| 2月26日 | 阿根廷布宜諾斯艾利斯     |                                                                                          |
| 2月28日 | 乌拉圭蒙得維的亞         |                                                                                          |
| 2月29日 | 乌拉圭埃斯特角城         |                                                                                          |
| 3月3日  | 巴西伊達賈伊             |                                                                                          |
| 3月4日  | 巴西帕拉蒂               |                                                                                          |
| 3月5日  | 巴西阿爾馬桑多斯布齊奧斯 |                                                                                          |
| 3月7日  | 巴西里約熱內盧           |                                                                                          |
| 3月10日 | 巴西薩爾瓦多             |                                                                                          |
| 3月12日 | 巴西累西腓               | 2名郵輪乘客被送到岸上治療，當中1名男乘客確診感染新冠肺炎，船上旅客需要在房間內進行隔離。 |
| 3月14日 | 巴西福塔萊薩             |                                                                                          |
| 3月17日 | 薩呂群島                 |                                                                                          |
| 3月19日 | 布里奇敦                 |                                                                                          |
| 3月20日 | 格瑞那達聖喬治           |                                                                                          |
| 3月21日 | 法蘭西堡                 |                                                                                          |
| 3月22日 | 安地卡及巴布達聖約翰斯   |                                                                                          |
| 3月23日 | 古斯塔維亞               |                                                                                          |
| 3月24日 | 波多黎各聖胡安           |                                                                                          |
| 3月27日 | 美国勞德代爾堡           |                                                                                          |
| 4月5日  | 葡萄牙豐沙爾             |                                                                                          |
| 4月9日  | 葡萄牙里斯本             |                                                                                          |

3月12日，2名乘客在郵輪上不適，在郵輪到達巴西累西腓時被送到岸上治療。當中1名78歲加拿大籍男乘客期後確診感染新冠肺炎，巴西衛生局要求銀影號在累西腓港口進行隔離檢疫，船上乘客一律需要在房間內進行隔離。

### 銀海探索號
銀海探索號是銀海郵輪旗下的一艘郵輪，排水量6,072噸，船籍為巴哈馬。
郵輪航程
| 日期    | 郵輪靠岸地點       | 備註                                              |
| ------- | ------------------ | ------------------------------------------------- |
| 3月4日  | 阿根廷烏斯懷亞     |                                                   |
| 3月7日  | 智利蓬塔阿雷納斯   |                                                   |
| 3月9日  | 智利納塔萊斯港     |                                                   |
| 3月12日 | 智利卡列塔托爾特爾 | 1名83歲英國籍郵輪乘客出現新冠肺炎病徵，後確認感染 |
| 3月14日 | 智利卡斯楚市       | 郵輪進行隔離檢疫                                  |
| 3月15日 | 智利蒙特港         |                                                   |
| 3月16日 | 智利尼巴拉         |                                                   |
| 3月18日 | 智利瓦爾帕萊索     |                                                   |

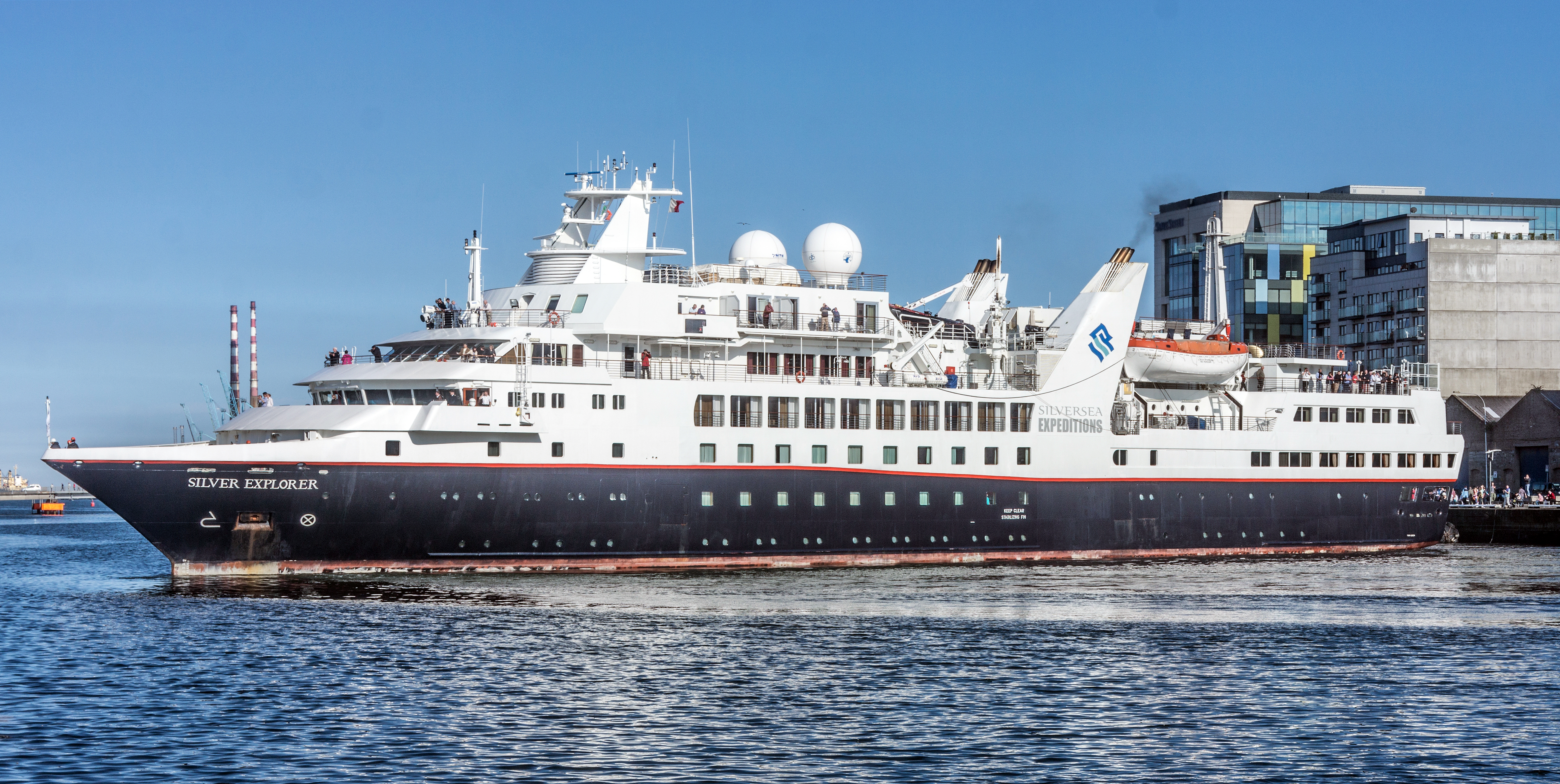
银海探索号（2013年）

3月12日，1名83歲英國籍郵輪乘客在智利卡列塔托爾特爾下船後出現新冠肺炎病徵，隨後被送往科伊艾克一所醫院進行篩檢後確認感染。
3月14日，銀海探索號在奇洛埃島卡斯楚市進行隔離檢疫。

### 地中海歌劇號
地中海歌劇號是地中海郵輪旗下的一艘郵輪，排水量65,591噸，船籍為巴拿馬。
一名奧地利乘客2月28日於義大利熱那亞下船後返回奧地利後出現嚴重特殊傳染性肺炎症狀，奧地利衛生官員指該乘客嚴重急性呼吸綜合症冠狀病毒2型檢驗呈陽性。
郵輪航程
| 日期     | 郵輪靠岸地點       | 備註                                     |
| -------- | ------------------ | ---------------------------------------- |
| 2月27日  | 義大利奇維塔韋基亞 |                                          |
| 2月28日  | 義大利熱那亞       | 奧地利懷疑染病乘客下船                   |
| 3月1日   | 希腊卡塔科隆       |                                          |
| 3月2日   | 希腊伊拉克利翁     |                                          |
| 3月3日   | 希腊羅得島         |                                          |
| 3月4日   | 希腊比雷埃夫斯     | 下船進行觀光行程的郵輪乘客被緊急叫回船上 |
| 3月5日   | 希腊科孚島         |                                          |
| 3月7-8日 | 義大利墨西拿       |                                          |
| 3月9日   | 義大利奇維塔韋基亞 |                                          |
| 3月10日  | 義大利熱那亞       |                                          |

據《光華網》報導指出，該郵輪2000多名乘客被要求暫時留在船上等待指示，並於希臘科孚島暫時隔離。對此，希臘衛生部表示，沒有任何來自希臘衛生部門下達的隔離指示，並指出當地衛生官員已登船檢查船上醫療紀錄，並於3月5日下午1時准許繼續從比雷埃夫斯到科孚島的旅程，船上所有人也都能下船。

### 歌詩達維多利亞號

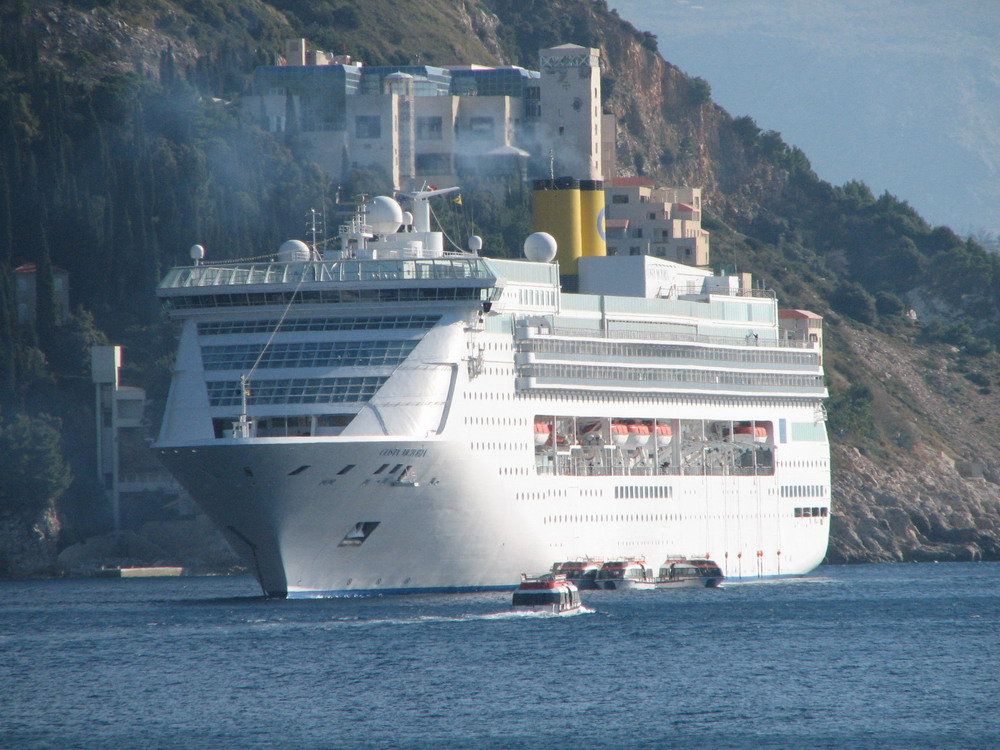
歌詩達維多利亞號（2005年）

歌詩達維多利亞號（英語：Costa Victoria）是歌詩達郵輪公司旗下的一艘郵輪，排水量75,000噸，船籍為意大利。2020年3月24日，1名63歲的阿根廷女乘客被確診感染嚴重特殊傳染性肺炎。

### 紅寶石公主號

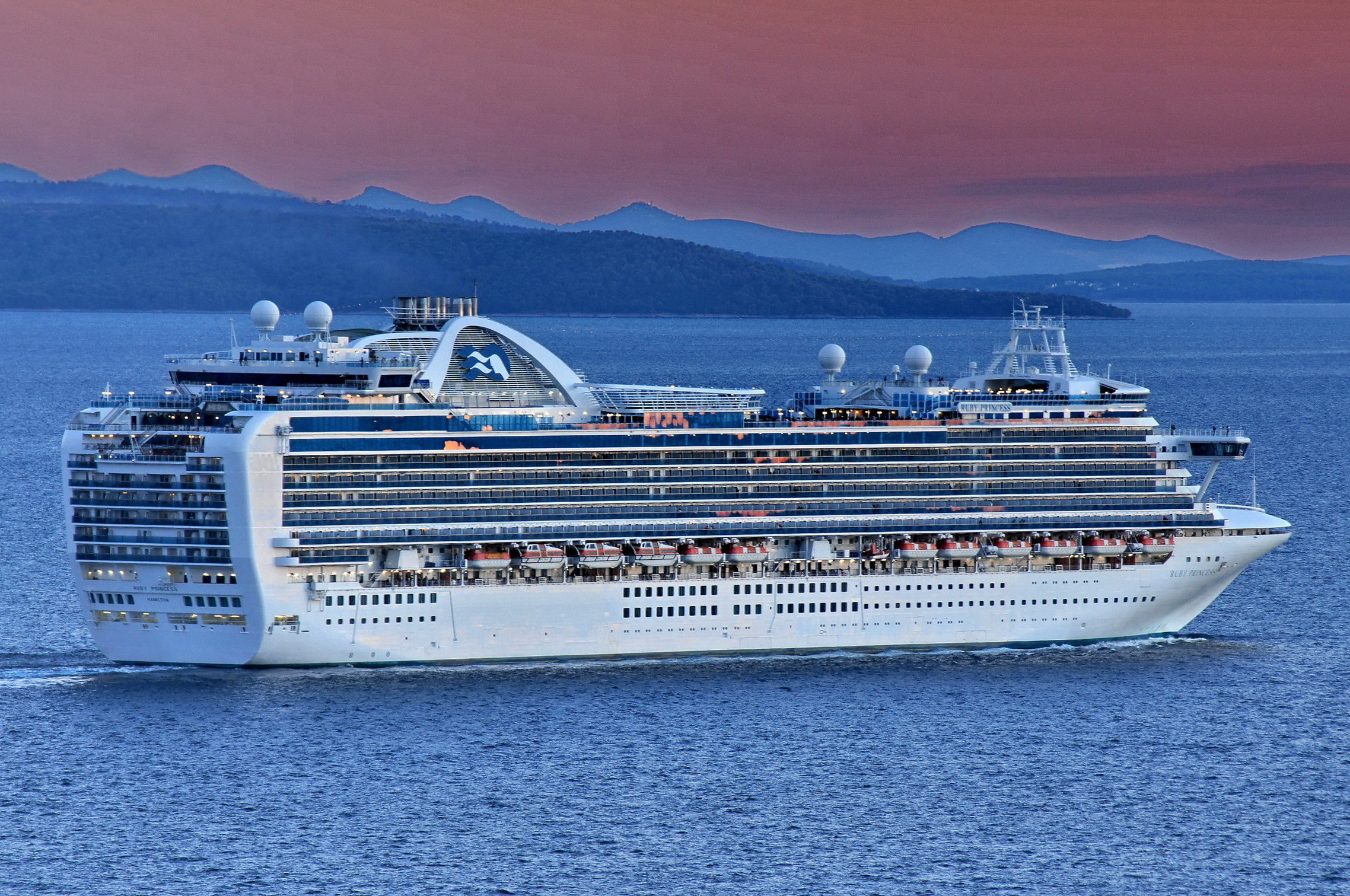
红宝石公主号（2008年）

紅寶石公主號是公主郵輪旗下的一艘郵輪，排水量113,561噸，船籍為百慕達。
2020年3月8日出發環遊新西蘭，19日返回的郵輪紅寶石公主號獲准於澳洲悉尼靠岸，2700餘名旅客入境澳洲，導致大量冠狀病毒病例傳入。截至4月，至少600名確診2019冠狀病毒病，累計19例確診死亡。

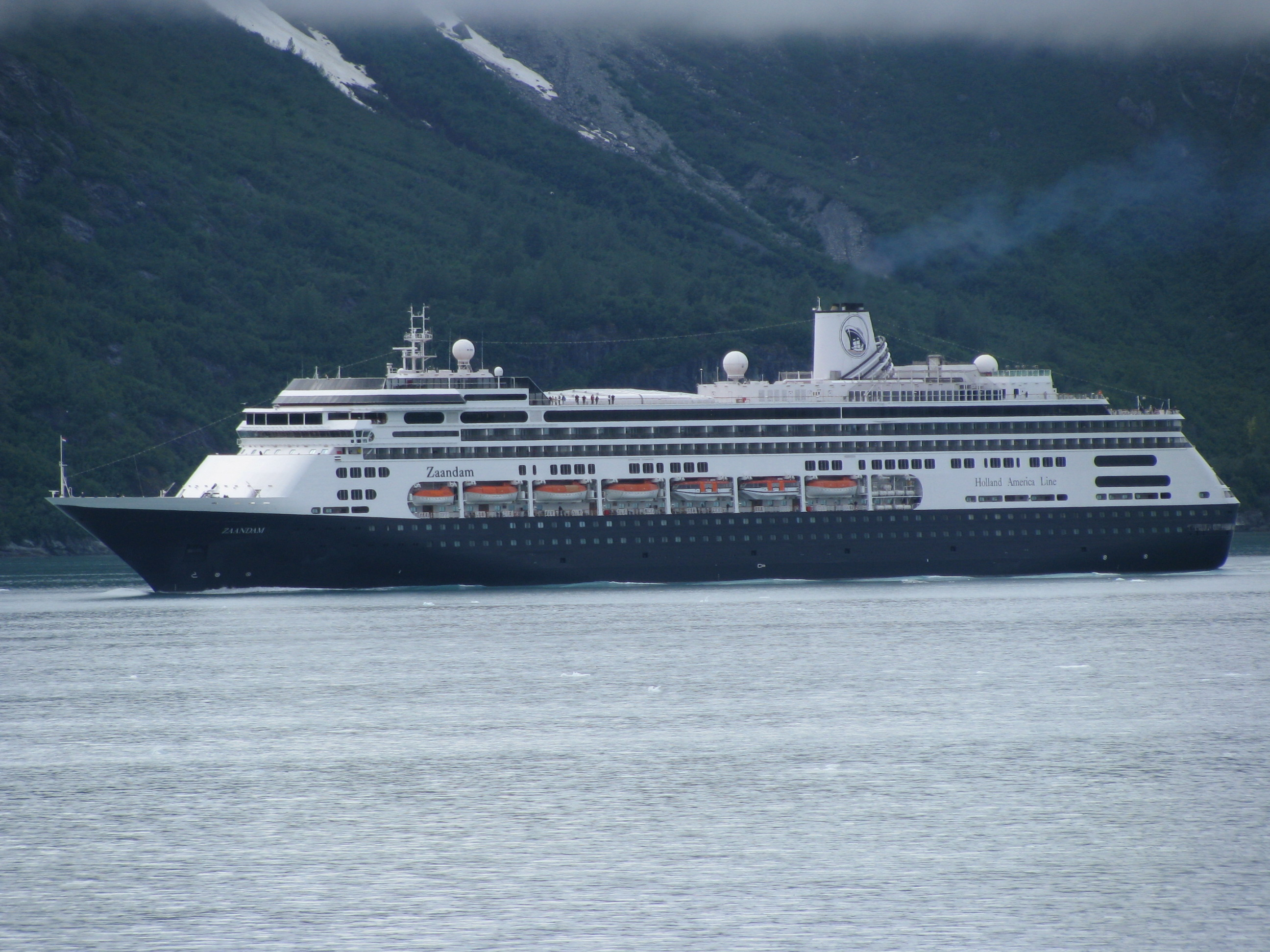
尚丹号（2008年）

### 尚丹號
尚丹號是荷美郵輪旗下的一艘郵輪，排水量61,396噸，船籍為荷蘭。
郵輪航程
| 日期           | 郵輪靠岸地點         | 備註                                                                    |
| -------------- | -------------------- | ----------------------------------------------------------------------- |
| 3月7日         | 阿根廷布宜諾斯艾利斯 |                                                                         |
| 3月9日         | 乌拉圭蒙得維的亞     |                                                                         |
| 3月12日        | 福克蘭群島斯坦利港   | 拒絕停靠                                                                |
| 3月14日        | 智利蓬塔阿雷納斯     | 拒絕停靠                                                                |
| 3月15日        | 阿根廷烏斯懷亞       | 取消停靠                                                                |
| 3月19日        | 智利蒙特港           | 拒絕停靠，3月20日郵輪停靠智利瓦爾帕萊索作燃油及物資補給，乘客不允許下船 |
| 3月21日        | 智利聖安東尼奧       | 拒絕停靠                                                                |
| 3月22日        | 智利科金博           | 拒絕停靠                                                                |
| 3月25-26日     | 秘魯卡亞俄           | 拒絕停靠                                                                |
| 3月27日        | 秘魯薩拉維里         | 拒絕停靠                                                                |
| 3月29日        | 曼塔                 | 取消停靠                                                                |
| 3月31日-4月1日 | 巴拿马巴拿馬城       | 取消停靠                                                                |
| 4月1日         | 巴拿马巴拿馬運河     | 允許通過                                                                |
| 4月3日         | 奧拉涅斯塔德         | 取消停靠                                                                |
| 4月6日         | 巴哈马小聖薩爾瓦多島 | 取消停靠                                                                |
| 4月7日         | 美国勞德代爾堡       |                                                                         |

3月7日由阿根廷布宜諾斯艾利斯出發的航次載有1,243名乘客及586名船員。

3月14日，由於早前智利銀海探索號確診嚴重特殊傳染性肺炎事件，郵輪到達智利蓬塔阿雷納斯時，即使尚丹號郵輪當時未有嚴重特殊傳染性肺炎懷疑或確診個案，智利政府和秘魯政府不批准郵輪靠岸。期後郵輪前往駛往郵輪原訂計劃的下一個中途站︰智利聖安東尼奧作補給並找尋合適的港口讓乘客下船。
由於智利當局拒絕郵輪乘客下船，荷美郵輪公司決定尚丹號於智利瓦爾帕萊索補給後，將直接駛往美國勞德代爾堡讓乘客下船。

3月22日尚丹號上13名乘客及29名船員出現流感徵狀，所有乘客均需要留在房間隔離，郵輪上所有公共設施均不會開放，膳食亦只會以客房服務的方式提供。
3月28日巴拿馬政府批准通過巴拿馬運河，船公司另派郵輪於3月28日以海上接駁方式將1400多名健康的乘客，轉移到鹿特丹號郵輪。4月7日兩艘一同抵達美國佛州勞德岱堡港口停靠。
截至4月1日，尚丹號有9名乘客確診、138人出現類流感症狀，郵輪上有4人死亡（2人死因為確診死亡，另2人尚不明確）。

### 珊瑚公主號
珊瑚公主號是公主郵輪旗下的一艘郵輪，排水量91,627噸，船籍為英國。「珊瑚公主號」上有1,020名乘客，878名船員。2020年3月5日由智利聖地亞哥出發，原定3月19日以阿根廷布宜諾斯艾利斯為終站，但其間南美洲多國封關，令「珊瑚公主號」無從泊岸。郵輪最終於4月4日在美國佛羅里達州邁阿密泊岸。已有684人已獲准搭乘撤離的包機，分別前往英國、澳洲、加拿大和美國加州。

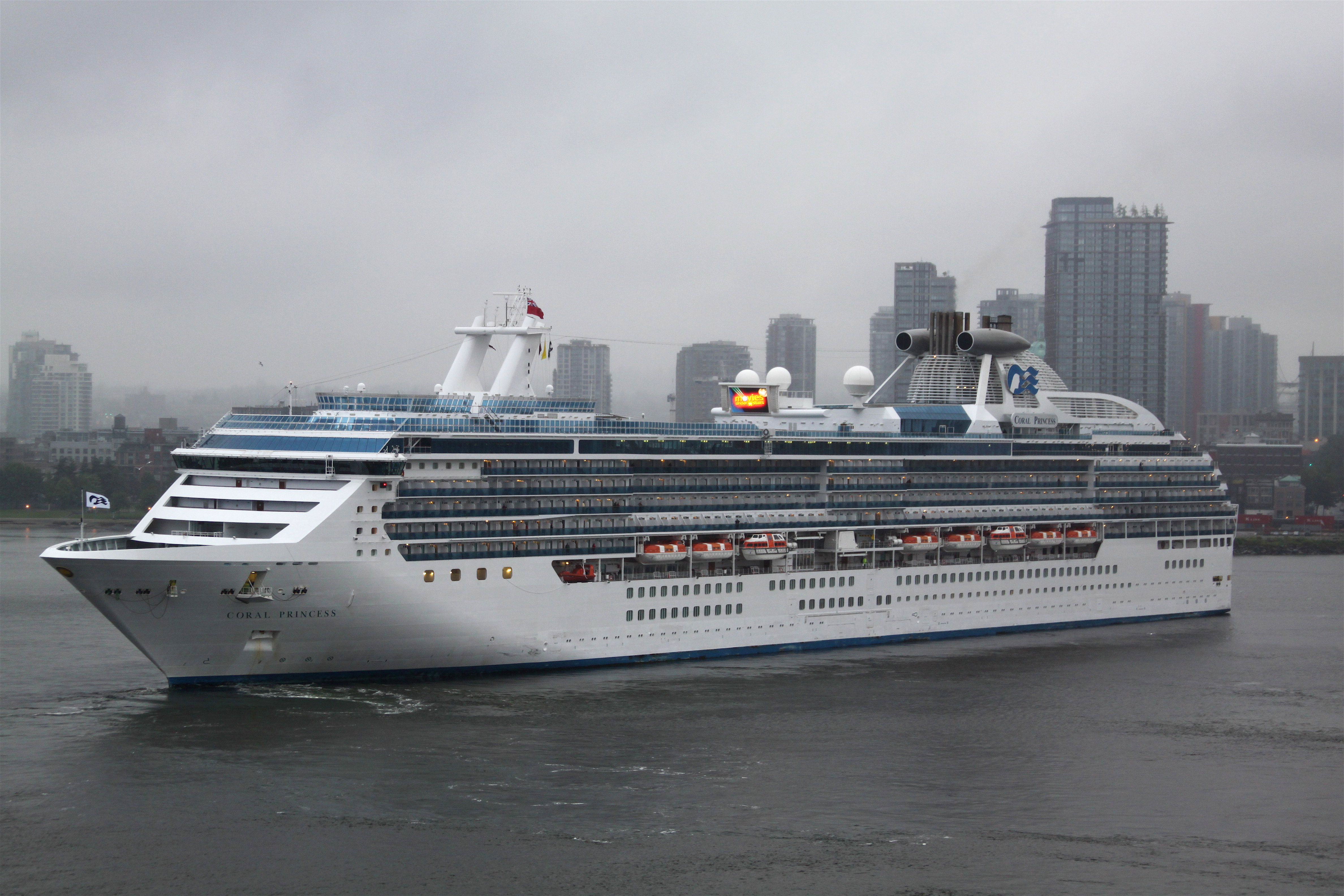
珊瑚公主號（2002年）

截至2020年4月4日，已有至少12人及10名船員確診感染，3人死亡。

### 莫提默號
莫提默號（Greg Mortimer）船上217名乘客和船員，已有128人確診，停留於烏拉圭外海，其中6名重症患者先行送醫救治，其餘人員分成兩批。100名餘名紐澳國籍的旅客，將由專機撤離到澳洲，其他人則留在船上接受隔離檢疫。

### 歌詩達大西洋號

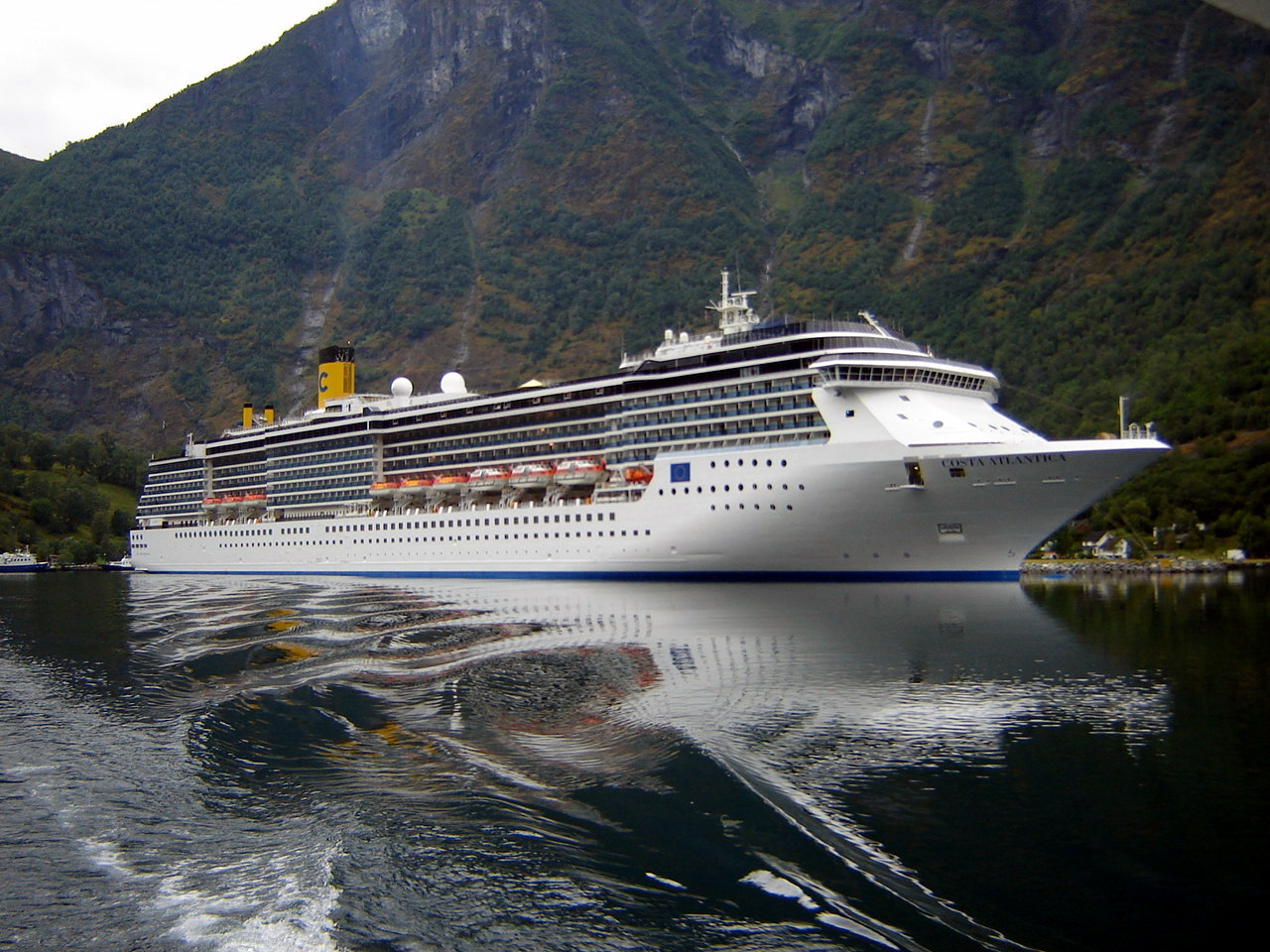
歌詩達大西洋號（2009年）

歌詩達大西洋號（英語：Costa Atlantica）是歌詩達郵輪公司旗下的一艘郵輪，排水量85,619噸，船籍為意大利。船上共有623名船員、沒有搭載乘客，2020年1月29日停泊日本長崎港以補給物資，之後移泊至三菱重工長崎造船廠香燒工場進行維修。同年4月20日首次驗出船員感染，截至4月25日，已有150名船員確診。5月31日，郵輪完成維修駛離長崎港，除少數船員仍住院治療，其他船員均檢驗為陰性。有船員上傳影片感謝日本長崎各界在疫情期間的協助。

### 阿蒙德森號
2020年8月，挪威郵輪阿蒙德森號出現疫情，船上158名工作人員中有36名確診2019冠狀病毒病。

### 海洋量子號
2020年12月，進行无目的地巡航的海洋量子号上的一名乘客确诊2019冠狀病毒病，海洋量子號被迫於12月9日返回新加坡。12月10日，新加坡卫生部表示，一名乘客的新冠病毒检测结果為假阳性，其并未感染。

### 飞鸟2号
2021年4月30日，飞鸟2号上一名乘客病毒检测结果呈阳性，游轮被迫返回港口，船上所有乘客将下船。

### 菁英千禧號
北美地區運營的菁英千禧號因疫情停擺。2021年6月，菁英千禧號恢復航行，但首航船上就出現兩名2019冠狀病毒病患者。

### 海洋奥德赛
2021年12月，海洋奥德赛出现了55名新冠阳性病例。

### 海洋交响乐
2021年12月，6000多名乘客和船员上有0.78%的人新冠病毒检测呈阳性。

### AIDAnova號郵輪
2021年12月29日，停靠里斯本的1艘德國郵輪AIDAnova號發現52人確診2019冠狀病毒病。2022年1月3日，船上又有12人染疫。

### 盛世公主號
2022年11月12日，盛世公主號（Majestic Princess）停靠在澳洲雪梨港時船上4600人中有超過800人感染新冠病毒。

## 受影響 但無確診病例的郵輪
- 義大利歌詩達郵輪船隊[217]
  - 歌詩達賽琳娜號：1月20日离开中国天津母港，23日在日本佐世保港靠岸。24日邮轮通报天津当局船上有15名疑似发热人员。25日天津疾控中心对15名发热人员的病毒检查成阴性，其他乘客于当日晚间下船。[218]歌诗达邮轮公司宣布取消1月余下两次的航线计划。26日賽琳娜號離開中國天津，[219]在韓國釜山與日本長崎之間的東海海域徘徊，2月13日停靠長崎。
  - 歌詩達威尼斯號：1月28日離開中國上海之後，獲准2月8日短暫停靠日本長崎，駛入東海海域徘徊，2月12日停靠日本鹿兒島。
  - 歌詩達翡翠號︰1月30日到達義大利奇維塔韋基亞時，因為郵輪上1位來自澳門的54歲女乘客和她的丈夫出現發燒症狀，全船6,000人被禁止上岸。1月31日，義大利衛生部表示，有關旅客對嚴重急性呼吸綜合症冠狀病毒2型檢測結果均為陰性，所有旅客獲准上岸。
  - 歌詩達幸運號（英語：Costa Fortuna）：于2月21日到达泰国普吉岛，但不获准靠岸，行程继续往马来西亚与新加坡港口。3月6日，到达马来西亚槟城港口，7日，槟城取消其入港申请[220]。
- 日本郵輪公司太平洋維納斯號（英語：Pacific Venus）：取消停靠中國三亞和廈門，原計劃改停靠臺灣台南安平港、高雄港和花蓮港，但2月6日中華民國政府宣佈禁止國際郵輪停靠後轉往越南峴港，2月13日允許停靠日本長崎。
- 美國世邦郵輪世邦歡呼號：2月2日從香港出發後，原向菲律賓航行，後來在沒有港口可停的情況下繼續南下，2月7日獲准停靠泰國林查班港後，[221]行程繼續往馬來西亞與新加坡港口。
- 挪威郵輪挪威寶石號：2月28日由澳大利亞悉尼出發，原計劃停靠新喀裡多尼亞、瓦努阿圖、斐濟、薩摩亞，前往法屬波利尼西亞及夏威夷。儘管郵輪上沒有旅客確診感染嚴重特殊傳染性肺炎，然而包括澳大利亞、新西蘭、斐濟、薩摩亞、法屬波利尼西亞等多個太平洋島國均拒絕挪威寶石號停靠，郵輪現正找尋可停靠的港口[222][223][224]。
- 名人郵輪名人尖峰號︰在3月14日被波多黎各拒絕返回聖胡安的母港停靠。郵輪公司只好安排郵輪前往美國勞德代爾堡停靠，預計乘客將可在3月17日下船[225]。
- 皇家加勒比國際遊輪海洋自由號和嘉年華郵輪嘉年華魅力號︰在3月15日被波多黎各拒絕返回聖胡安的母港停靠。郵輪公司只好安排郵輪前往美國邁阿密停靠，預計乘客將可在3月17日下船[185]。
- 克里斯蒂娜郵輪南極破冰船海洋奮進號︰儘管郵輪上沒有旅客確診感染嚴重特殊傳染性肺炎，然而阿根廷政府要求郵輪在海上隔離14天，才允許郵輪停靠阿根廷烏斯懷亞港口讓乘客下船[226]。
- 伯曼郵輪君主號：3月7日航次原訂計劃由哥倫比亞卡塔赫納出發，前往牙買加、開曼群島及巴拿馬，再返回卡塔赫納。但由於卡塔赫納港口關閉，3月13日郵輪改以巴拿馬科隆作為目的地，船上1,504名哥倫比亞籍旅客，需要另外購買機票回國。
- 公主郵輪皇家公主號︰由於一位船員於2月23日由至尊公主號被調職至皇家公主號，美國疾病管制與預防中心對皇家公主號的3月8日航次發出了「禁航令」。
- 名人郵輪名人新月號︰由於早前銀海探索號有旅客在智利港口確診感染嚴重特殊傳染性肺炎，智利當局關閉所有港口；3月15日當名人新月號郵輪到達智利聖安東尼奧後，儘管郵輪上沒有旅客確診感染嚴重特殊傳染性肺炎，所有乘客不可下船。名人郵輪公司表示，智利當局已批准名人新月號在瓦爾帕萊索加油和補貨，期後會按照原訂計劃前往美國聖地亞哥，但將不會在原訂途經秘魯卡亞俄、厄瓜多爾曼塔、哥斯達黎加蓬塔雷納斯、墨西哥等中途點停留[225][227]。
- 精鑽郵輪精鑽尋踪號：3月2日由阿根廷布宜諾斯艾利斯經烏拉圭及智利，前往秘魯卡阿俄。3月14日，郵輪到達智利查卡布科港時，智利政府因早前銀海探索號出現嚴重特殊傳染性肺炎確診個案，而關閉所有港口；此外，秘魯政府亦已關閉港口，令精鑽尋踪號未能靠岸，一直在智利外海徘徊，郵輪上並沒有嚴重特殊傳染性肺炎懷疑或確診個案[228]。
- 愛達郵輪愛達光環號、嘉年華郵輪嘉年華全景號、公主郵輪帝王公主號（英語：Regal Princess）、公主郵輪加勒比公主號分別在3月3日、3月7日和3月9日均有出現乘客或船員需要接受冠狀病毒測試，及後結果為呈陰性的懷疑個案[229][230]。

### 寶瓶星號

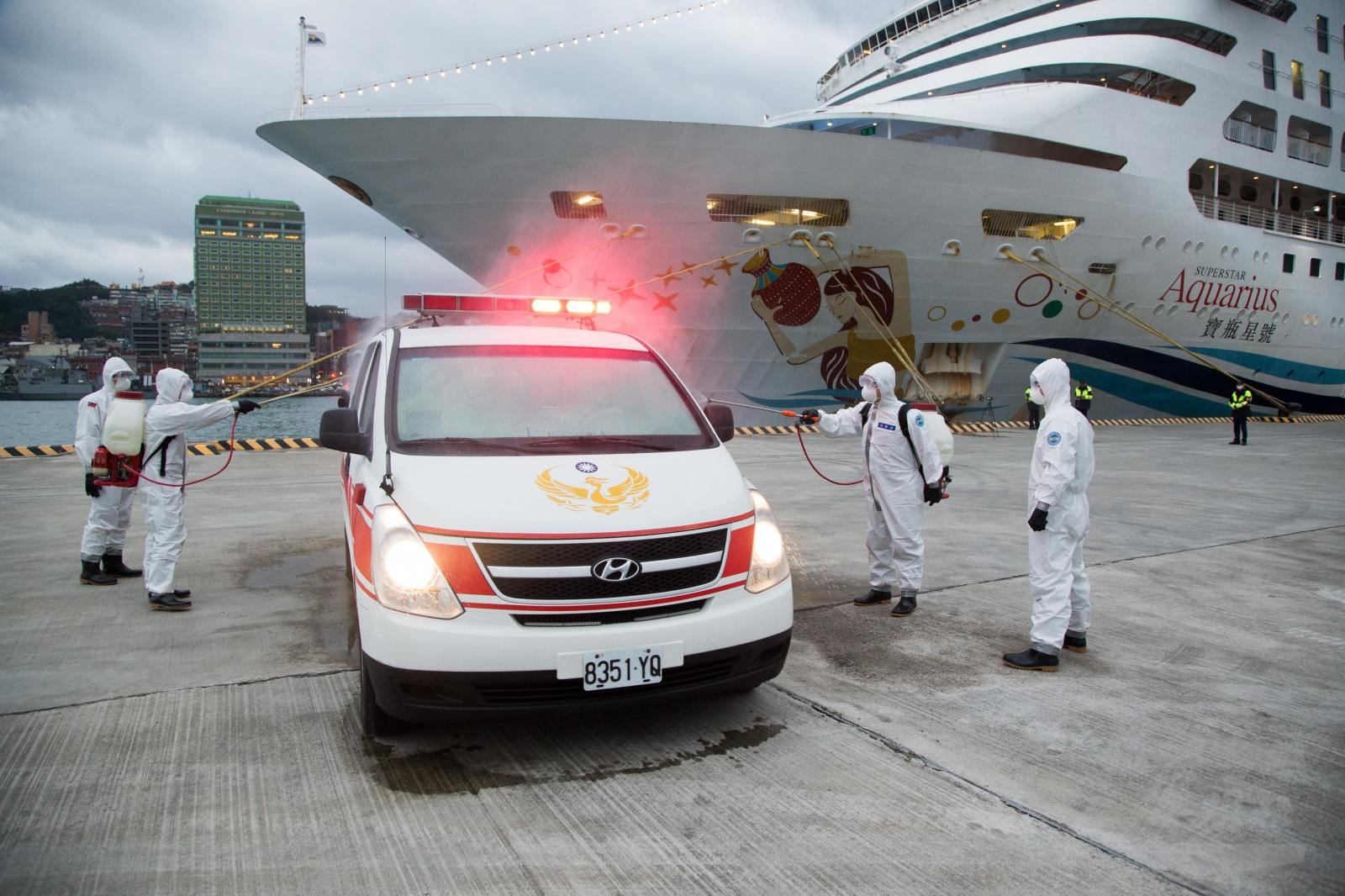
中華民國陸軍 33化學兵群官兵支援麗星郵輪寶瓶星號消毒任務

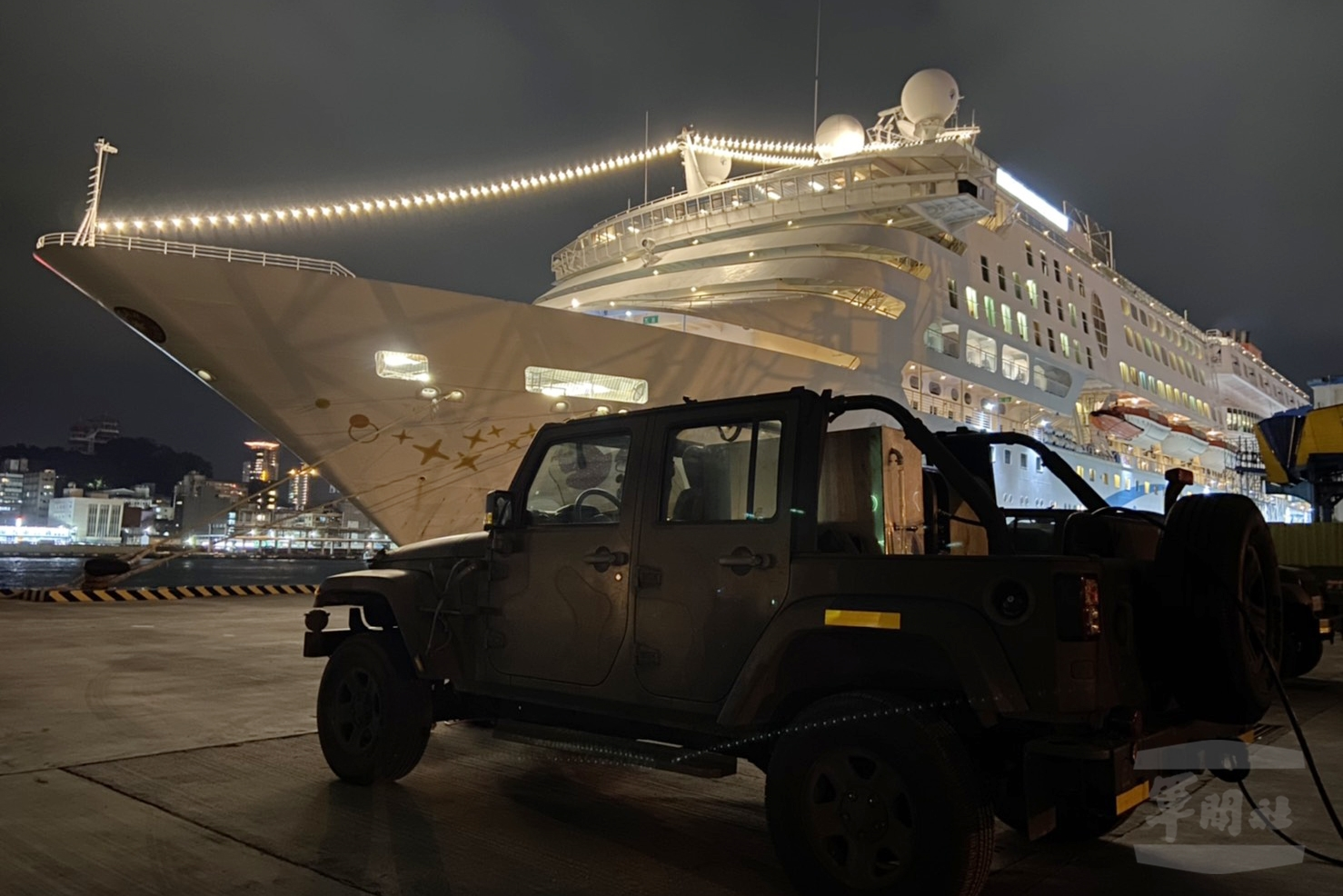
麗星郵輪寶瓶星號2020年2月8日中午返臺靠泊基隆港

寶瓶星號是隸屬麗星郵輪旗下的一艘郵輪，排水量51,309噸，船籍為巴哈馬，以基隆港為母港。

#### 郵輪航程
| 日期     | 郵輪靠岸地點 | 備註                                               |
| -------- | ------------ | -------------------------------------------------- |
| 2月4日   | 臺灣基隆市   |                                                    |
| 2月5-6日 | 日本那霸市   | 拒絕停靠，2月6日台灣宣布禁止國際郵輪靠泊台灣港口。 |
| 2月7日   | 臺灣基隆市   | 2月8日到達基隆港，衛生人員登船檢疫。               |

#### 事件經過
2020年2月4日。寶瓶星號自基隆港出發，2月5日至6日停靠日本那霸港，原定2月7日返回基隆港。船上載有旅客1738名，包括台湾籍1709人、菲律賓籍18人、馬來西亞籍3人、越南籍3人，韓國籍1人、印尼籍1人、緬甸籍1人、新加坡籍1人，以及陸配1人。船上工作人員共有776人，包括中国大陆籍237人，其他以菲律賓、尼泊爾、印尼、馬來西亞、印度為主。旅客當中有40餘人有陆港澳旅遊史。
2月6日，由於郵輪鑽石公主號及世界夢號均發現有確診新型冠狀病毒的患者，台灣中央流行疫情指揮中心宣布自即日起禁止國際郵輪靠泊台灣港口，寶瓶星號當時仍在日本那霸外海。
2月6日晚，台灣中央流行疫情指揮中心表示，目前清查寶瓶星號船上約40多位船員和乘客，14天內有中国大陆旅遊史紀錄，一旦有人出現發燒，全船乘客將不得下船等待檢疫結果，如果有人出現新型冠狀病毒陽性反應，全船將立即封船隔離14天。但因中央流行指揮中心宣布禁止國際郵輪靠泊台灣港口，因此會先至日本那霸港再返台。台灣港務公司表示，經了解寶瓶星號在那霸外海繞行約16小時，經兩次與那霸港口協調，確認無法靠岸後，預計2月8日才會返回台灣。
2月8日，中央疫情指揮中心上午在西岸2號碼頭倉庫成立「因應寶瓶星郵輪進港檢疫疏運緊急應變中心」，進駐基隆港進行相關整備。近中午時，寶瓶星號抵達基隆港，相關人員隨後登船檢疫。下午完成採檢，總計篩檢船上2400多位人員，其中進行第二階段採檢的共有128人。晚間9時，中央疫情指揮中心宣佈檢疫結果全數呈現陰性反應，1709台籍旅客及29名外籍旅客通通都可以下船。船上中華民國籍人員與大陸配偶可進行自主健康管理14天，外籍旅客則被安排由機場出境。
2月9日，寶瓶星號上午完成物資補給，中午駛出港區。母公司麗星郵輪表示將與相關單位協調及溝通，爭取以寶瓶星號以非營運模式靠泊基隆港，晚間中央疫情指揮中心宣佈與相關政府部門會商之後同意讓寶瓶星號停放在基隆港。
2月10日，寶瓶星號獲准不營運進基隆港，並於下午1時30分完成停靠基隆港西四碼頭。

### 太陽公主號
太陽公主號是公主郵輪旗下的一艘郵輪，排水量77,499噸，船籍為百慕達，旅客大多來自澳洲和紐西蘭。船隻在1月20日駛離澳洲阿得雷德，近兩個月經過澳洲、亞洲數國及非洲南部。
郵輪航程
| 日期       | 郵輪靠岸地點     | 備註                         |
| ---------- | ---------------- | ---------------------------- |
| 1月20日    | 阿德萊德         |                              |
| 1月23日    | 瑪格麗特河       |                              |
| 1月24日    | 弗里曼特爾       |                              |
| 1月30日    | 新加坡           |                              |
| 2月1日     | 泰國布吉島       |                              |
| 2月4日     | 斯里蘭卡科倫坡   |                              |
| 2月8日     | 塞舌尔馬埃島     |                              |
| 2月11日    | 坦桑尼亚桑給巴爾 |                              |
| 2月13日    | 马达加斯加貝島   | 拒絕停靠                     |
| 2月17日    | 南非理查茲灣     |                              |
| 2月20-22日 | 南非開普敦       |                              |
| 2月24日    | 南非伊麗莎白港   |                              |
| 2月26日    | 南非德班         |                              |
| 3月1日     | 留尼汪聖丹尼斯   | 郵輪停靠引起當地居民示威衝突 |
| 3月2日     | 模里西斯路易港   | 拒絕停靠                     |
| 3月10日    | 弗里曼特爾       |                              |
| 3月11日    | 奧爾巴尼         |                              |
| 3月14日    | 林肯港           |                              |
| 3月15日    | 阿德萊德         |                              |

該郵輪因曾於2月1日停靠於泰國，因離開泰國而隔離期未滿14日，於2月13日遭馬達加斯加政府拒絕停靠，遊客在3月1日抵達法屬留尼旺島，但引起當地居民示威衝突，當地政府也表示，不能保證他們的安全，原定下一站預定停靠模里西斯，模里西斯一夜之間撤回泊岸許可，使得太陽公主號被迫返回澳洲弗里曼特爾。

### 黃金公主號
黃金公主號是公主郵輪旗下的一艘郵輪，排水量108,865噸，船籍為英國。
郵輪航程
| 日期    | 郵輪靠岸地點       | 備註                                       |
| ------- | ------------------ | ------------------------------------------ |
| 3月10日 | 墨爾本             |                                            |
| 3月13日 | 新西兰峽灣國家公園 |                                            |
| 3月14日 | 新西兰但尼丁       |                                            |
| 3月15日 | 新西兰阿卡羅阿     | 乘客被禁止下船，郵輪公司決定行程即時中止。 |
| 3月16日 | 新西兰惠靈頓       | 取消停靠                                   |
| 3月17日 | 新西兰納皮爾       | 取消停靠                                   |
| 3月18日 | 新西兰陶朗加       | 取消停靠                                   |
| 3月19日 | 新西兰奧克蘭       | 取消停靠                                   |
| 3月23日 | 墨爾本             | 提早於3月19日早上靠岸                      |

3月15日，黃金公主號停靠新西蘭南島阿卡羅阿（Akaroa）時，由於船公司接獲澳洲維多利亞省衞生部門通報，指與郵輪上當中3名旅客乘坐同一班由美國洛杉磯飛抵澳洲的航班的1名同機乘客在澳洲確診染病，因此有關3人需在駐船醫生協助下接受隔離。由於其中1人出現呼吸系統疾病病徵，需要接受檢測，期間船上所有乘客不得下船，直至得知檢測結果為止。公主郵輪公司決定行程即時中止，直接駛回澳洲墨爾本。
3月19日早上，黃金公主號到達墨爾本。澳洲衛生人員在對全體乘客及船員進行嚴重急性呼吸綜合症冠狀病毒2型快速檢測後，當天下午表示所有乘客及船員對檢測結果均為呈陰性，全員獲批准下船

### 愛達米拉號
愛達米拉號是愛達郵輪旗下的一艘郵輪，排水量48,200噸，船籍為意大利。
郵輪航程
| 日期    | 郵輪靠岸地點       | 備註                               |
| ------- | ------------------ | ---------------------------------- |
| 3月9日  | 南非開普敦         |                                    |
| 3月11日 | 纳米比亚呂德里茨   |                                    |
| 3月12日 | 纳米比亚沃爾維斯灣 |                                    |
| 3月15日 | 南非開普敦         | 船上旅客被禁止下船且需要進行隔離。 |
| 3月18日 | 南非東倫敦         |                                    |
| 3月19日 | 南非德班           |                                    |
| 3月21日 | 南非伊麗莎白港     |                                    |
| 3月23日 | 南非開普敦         |                                    |

3月15日，由於郵輪上有6名旅客與乘坐同一班由土耳其伊斯坦布爾飛抵開普敦的航班的1名同機乘客在南非確診感染嚴重特殊傳染性肺炎，同機染病乘客為貨船科羅納號（MV Corona）的船員。因此有關3人需在開普敦接受檢測和隔離，期間船上所有乘客不得下船，直至得知檢測結果為止。
3月19日，6名旅客的嚴重特殊傳染性肺炎檢測結果為呈陰性反應，郵輪乘客獲准下船。

### 太平洋公主號
太平洋公主號是公主郵輪旗下的一艘郵輪，排水量30,277噸，船籍為百慕達。
郵輪航程
| 日期    | 郵輪靠岸地點                                | 備註                                              |
| ------- | ------------------------------------------- | ------------------------------------------------- |
| 1月5日  | 美国勞德代爾堡                              | 第一批參加環遊世界旅程的乘客登船                  |
| 1月8日  | 奧拉涅斯塔德                                |                                                   |
| 1月10日 | 巴拿马巴拿馬運河                            |                                                   |
| 1月12日 | 克波斯                                      |                                                   |
| 1月14日 | 墨西哥恰帕斯港                              |                                                   |
| 1月17日 | 墨西哥卡沃聖盧卡斯                          |                                                   |
| 1月20日 | 美国洛杉磯                                  | 第二批參加環遊世界旅程的乘客登船                  |
| 1月26日 | 美国火奴魯魯                                |                                                   |
| 1月27日 | 美国凱魯阿-柯納                             |                                                   |
| 2月2日  | 法屬玻里尼西亞朗伊罗阿                      |                                                   |
| 2月3日  | 法屬玻里尼西亞帕皮提                        |                                                   |
| 2月10日 | 新西兰奧克蘭                                |                                                   |
| 2月12日 | 新西兰皮克頓                                |                                                   |
| 2月13日 | 新西兰凱庫拉                                |                                                   |
| 2月14日 | 新西兰達尼丁                                |                                                   |
| 2月15日 | 新西兰斯圖爾特島                            |                                                   |
| 2月16日 | 新西兰峽灣國家公園                          |                                                   |
| 2月19日 | 悉尼                                        |                                                   |
| 2月21日 | 墨爾本                                      |                                                   |
| 2月23日 | 阿德萊德                                    |                                                   |
| 2月25日 | 奧爾巴尼                                    |                                                   |
| 2月27日 | 弗里曼特爾                                  |                                                   |
| 2月28日 | 杰拉爾頓                                    |                                                   |
| 3月2日  | 印度尼西亞巴厘島                            | 拒絕停靠                                          |
| 3月5日  | 新加坡                                      | 拒絕停靠                                          |
| 3月7日  | 泰國普吉島                                  | 拒絕停靠                                          |
| 3月11日 | 斯里蘭卡科倫坡                              | 拒絕停靠                                          |
| 3月13日 | 馬爾地夫馬累                                | 拒絕停靠                                          |
| 3月17日 | 塞舌尔普拉蘭島                              | 拒絕停靠，郵輪準備改道返回澳洲弗里曼特爾          |
| 3月20日 | 坦桑尼亚桑給巴爾                            | 拒絕停靠，3月21日清晨，太平洋公主號到達弗里曼特爾 |
| 3月22日 | 马约特馬穆楚                                | 取消停靠                                          |
| 3月23日 | 马达加斯加貝島                              | 取消停靠                                          |
| 3月26日 | 模里西斯路易港                              | 取消停靠                                          |
| 3月27日 | 留尼汪聖丹尼斯                              | 取消停靠                                          |
| 3月31日 | 南非德班                                    | 取消停靠                                          |
| 4月1日  | 南非東倫敦                                  | 取消停靠                                          |
| 4月3日  | 南非開普敦                                  | 取消停靠                                          |
| 4月6日  | 纳米比亚呂德里茨                            | 取消停靠                                          |
| 4月7日  | 纳米比亚沃爾維斯灣                          | 取消停靠                                          |
| 4月11日 | 圣赫勒拿、阿森松和特里斯坦-达库尼亚詹姆斯敦 | 取消停靠                                          |
| 4月16日 | 巴西納塔爾                                  | 取消停靠                                          |
| 4月20日 | 薩呂群島                                    | 取消停靠                                          |
| 4月22日 | 法蘭西堡                                    | 取消停靠                                          |
| 4月23日 | 古斯塔維亞                                  | 取消停靠                                          |
| 4月26日 | 美国勞德代爾堡                              | 取消停靠                                          |
| 4月29日 | 奧臘涅斯塔德                                | 取消停靠                                          |
| 5月1日  | 巴拿马巴拿馬運河                            | 取消停靠                                          |
| 5月3日  | 克波斯                                      | 取消停靠                                          |
| 5月5日  | 墨西哥恰帕斯港                              | 取消停靠                                          |
| 5月8日  | 墨西哥卡沃聖盧卡斯                          | 取消停靠                                          |
| 5月11日 | 美国洛杉磯                                  | 取消停靠                                          |
| 5月14日 | 加拿大維多利亞                              | 取消停靠                                          |
| 5月15日 | 加拿大溫哥華                                | 取消停靠                                          |

嚴重特殊傳染性肺炎期間，太平洋公主號正在進行一百一十多天的環遊世界旅程。
太平洋公主號在2月28日在澳洲杰拉爾頓作最後一次停靠後，雖然沒有乘客有嚴重特殊傳染性肺炎病徵，但沿途被印尼、新加坡、泰國、斯里蘭卡、馬爾代夫、塞舌爾、坦桑尼亞等國港口拒絕郵輪停靠，只允許作燃油、物資補給的技術性停靠。
3月16日，太平洋公主號決定駛回澳大利亞弗里曼特爾讓乘客下船。
3月21日清晨，太平洋公主號到達弗里曼特爾，由於澳洲政府早前已宣佈外國人進入澳洲均需檢疫14天的命令，澳洲當局正安排郵輪旅客在郵輪上進行檢疫。公主郵輪公司表示，旅客在澳洲下船後，會由郵輪公司出資購買機票送旅客回家；而因身體狀況不適合乘坐飛機的旅客則會安排隨郵輪直接駛回美國洛杉磯。

### 海洋光譜號

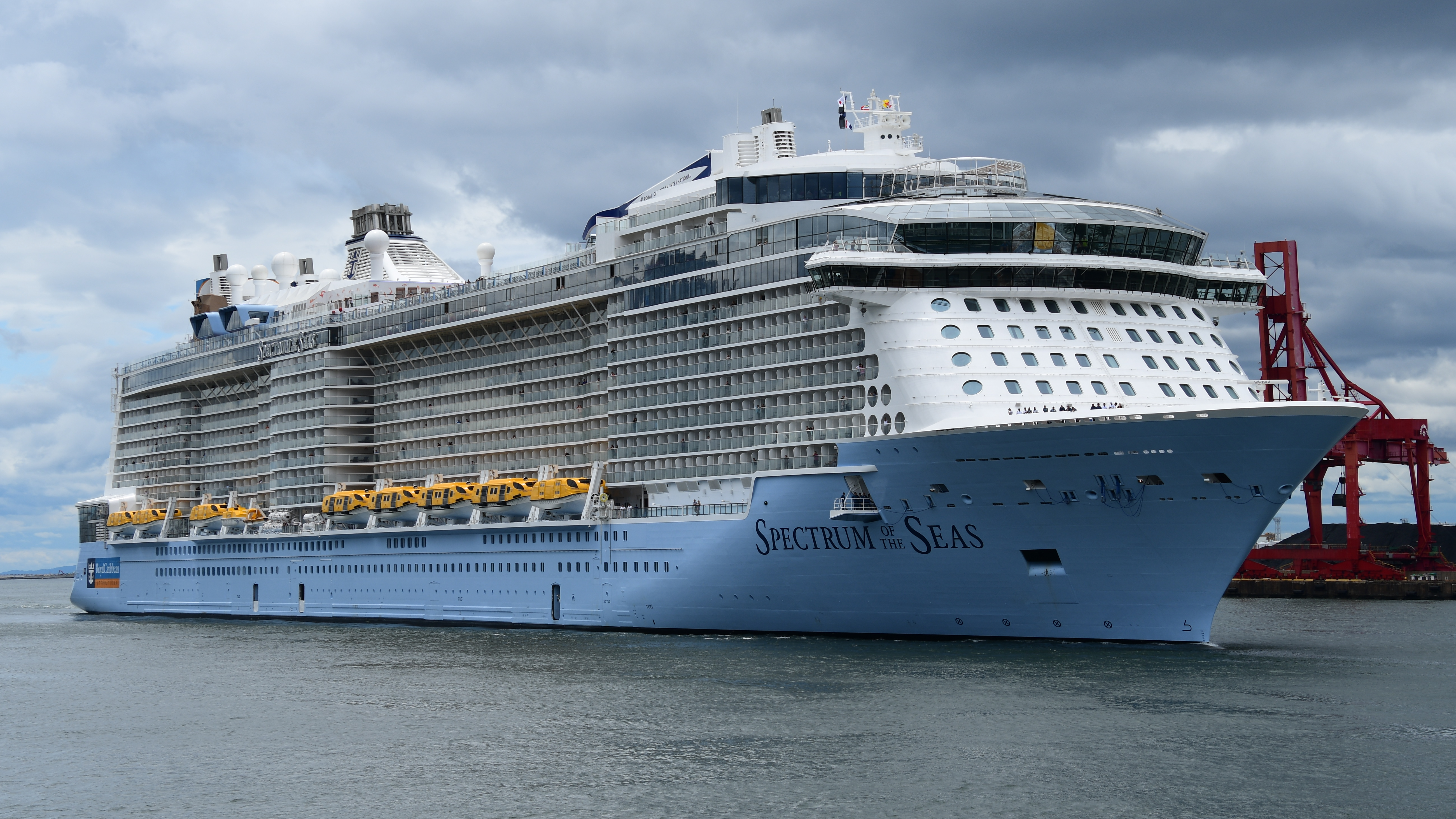
位於大阪港的海洋光譜號。（攝於2019年6月8日）

海洋光譜號（Spectrum of the Seas）船上乘客及員工合共3700人，其中出現9名密切接觸者，導致郵輪按香港政府要求，提早於2022年1月5日早回程返回香港，之後停泊在啟德郵輪碼頭，船上所有乘客及員工要接受檢測才獲准離開，至於9名密切接觸者已在船上被隔離，全部檢測結果為陰性。
香港政府新收緊的社交距離措施之中，亦包括暫停「公海遊」。皇家加勒比宣布取消原定於2022年1月6日、9日、12日、14日和17日出發的海洋光譜號航程。已預訂上述航程的旅客將被安排全額退還已支付的遊輪票價、港務稅費，及已購買的船上消費項目。皇家加勒比重申，自2021年10月開辦香港公海遊以來，海洋光譜號並無任何陽性個案。取消以上航程乃跟循政府的預防措施，但有乘客諷稱「多謝國泰」。

## 禁止相關人士登船
2020年2月7日，皇家加勒比國際遊輪宣布暫時禁止持中國大陆、香港或澳門護照的人士登船，直至2月底為止。並要求曾接觸過最近15天到過中國大陆、香港、澳門三地人士的乘客或船員、以及任何出現感冒症狀的人，都需要在碼頭接受額外的身體檢查。而在特定健康檢查出現發燒或低血氧含量的人亦不准登船。挪威郵輪亦做出類似安排，除三地護照人士外，30日內到過這三地的任何國籍人士都不准登船，包括船員。隨後代表50多間郵輪公司、涵蓋全球九成郵輪航運的国际邮轮协会宣佈，協會旗下所有郵輪全面禁止14日內到過中國大陸、香港和澳門，或與新型冠状病毒肺炎懷疑或確診個案有密切接觸者登船。
地中海郵輪和皇家加勒比國際遊輪取消停靠上海市的行程。

## 備註
1. ↑  數字來自厚生勞動省，當中有1人在乘客名單上的國籍是美國[28]。2月21日，保安局局長李家超表示船上有66名香港居民確診[29][30][31][32]，而早前政府表示船上共有352名香港居民，其中260人持特區護照，另外92人持其他國家護照[33][34][35]。
2. ↑  數字來自厚生勞動省，當中有1人在乘客名單上的國籍是美國[28]。
3. ↑  數字來自厚生勞動省，當中有5人在乘客名單上的國籍是香港[28]。2月21日，中國駐日本大使館總領事詹孔朝指船上共有2名中國大陸人確診，包括1名乘客及1名船員；郵輪上共有21名中國大陸人，其中20人是船員[36]。而大使館此前表示，郵輪上所有人員中，有22人來自中國大陸，260人來自香港[37]。